# Bellinzona
Bellinzona (italiano: [bellinˈt͡soːna]; in dialetto ticinese Belinzóna [beliŋˈt͡sona], ma anche Brenzóna o Bórgh; in tedesco Bellenz o (desueto) Bellentz; in francese Bellinzone; in romancio Blizuna [bliˈt͡suːnə] ) è una città svizzera del Canton Ticino, di cui è il capoluogo, conta 46 544 abitanti, mentre agglomerato e distretto omonimo contano circa 58 000 abitanti.
La città è attraversata da nord e in direzione ovest dal fiume Ticino.
Nel 2017 11 ex-comuni del distretto (Camorino, Giubiasco, Gnosca, Gorduno, Gudo, Moleno, Monte Carasso, Pianezzo, Preonzo, Sant'Antonio, Sementina) e Claro (già distretto di Riviera) sono stati accorpati al comune di Bellinzona. La popolazione del comune nel 2017 è dunque passata da circa 18 000 a oltre 45 000 abitanti, e la superficie da 19 km² a quasi 165 km².

## Etimologia
Il nome Bellinzona deriva forse dal nome latino Bilitiō (accusativo Bilitiōnem). L'etimologia del nome è incerta e l'idea, errata, che il nome derivi dalla locuzione "zona bellica" è un esempio di etimologia popolare. Le ipotesi più accreditate sono due: la prima si richiama alla posizione geografica dell'insediamento bellinzonese originale, collocato sullo sperone di roccia di Castelgrande, e fa derivare il nome dal celtico «briga», col significato di monte o altura; la seconda, invece, collega Bellinzona al nome personale latino Belitius o Bellitio, al quale sarebbe stato aggiunto il suffisso –one, di probabile origine celtica. Il nome della Turrita significherebbe, perciò, «podere o possedimento di Bellitio».
Un'ulteriore ipotesi, meno conosciuta, farebbe derivare il nome Bellinzona dal ginepro, come si potrebbe evincere dalla radice presente nei dialetti nella Val d'Ossola e nel Ticino occidentale (brintsul in Val Maggia, brentsul in Val Vigezzo e brenkul in Val Leventina a Chironico, Janevar e Jinevr invece a Bellinzona e Camorino, dove viene ripresa la radice latina). Bilitio quindi deriverebbe da selva di ginepri o luogo ricoperto di ginepri, si presume pure dalla medesima radice dell'irlandese gallico bil (albero sacro). Quest'ultima ipotesi è ritenuta alquanto azzardata, principalmente per la sua unicità e presunto legame con le radici bri- bre- provenienti dal gallico insulare, discostandosi quindi arbitrariamente dal substrato galloromanzo continentale del Nord Italia. Inoltre, nei dialetti galloromanzi non esiste alcuna ulteriore eccezione conosciuta che potrebbe confermare in qualche misura questa regola.
Il nome della città è attestato nelle seguenti forme: 1218 Bilizone, XIV sec. Birinzone e Berinzone, XV sec. anche Birinzona e Berinzona, XVI sec. Belinzone e Berinzone, fine XVI secolo Belanzano e Bellinzone, XVII sec. Belizona e Belinzona.

## Geografia fisica

### Quartieri[26]e popolazione
Questi sono i quartieri che compongono il comune di Bellinzona derivati dal processo di aggregazione comunale (corrispondenti ai comuni soppressi), erano 45 897 le persone residenti a Bellinzona al 31 dicembre 2023. Nei 13 Quartieri la popolazione residente è così suddivisa:
| Stemma        | Nome del quartiere | Abitanti 31.12.2024 | Superficie in km² | Abitanti in % |
| ------------- | ------------------ | ------------------- | ----------------- | ------------- |
| Bellinzona    | Bellinzona         | 19980               | 19,1              | 42,93         |
| Camorino      | Camorino           | 2838                | 8,3               | 6.10          |
| Claro         | Claro              | 3304                | 21,2              | 7.10          |
| Giubiasco     | Giubiasco          | 9552                | 6,2               | 20,52         |
| Gnosca        | Gnosca             | 783                 | 7,5               | 1,68          |
| Gorduno       | Gorduno            | 871                 | 9,2               | 1,87          |
| Gudo          | Gudo               | 919                 | 9,9               | 1,97          |
| Moleno        | Moleno             | 122                 | 7,5               | 0,26          |
| Monte Carasso | Monte Carasso      | 3052                | 9,6               | 6,56          |
| Pianezzo      | Pianezzo           | 646                 | 8,0               | 1,39          |
| Preonzo       | Preonzo            | 682                 | 16,0              | 1,47          |
| Sant'Antonio  | Sant'Antonio       | 314                 | 33,6              | 0,67          |
| Sementina     | Sementina          | 3481                | 8,2               | 7,48          |

### Evoluzione demografica
| %     | Ripartizione linguistica (gruppi principali) |
| ----- | -------------------------------------------- |
| 3,6%  | madrelingua tedesca                          |
| 87,4% | madrelingua italiana                         |
| 2,5%  | madrelingua serbo-croata                     |

Al 31 dicembre erano 46’544 le persone residenti nel Comune, +1,4% rispetto a fine 2023. Si conferma quindi l’evoluzione positiva della Città in ambito demografico: la popolazione è infatti aumentata per il sesto anno consecutivo. Dall’aggregazione (2017) l’incremento è stato di 3’116 persone residenti, corrispondente al +7,2%. E quello registrato lo scorso anno è il secondo aumento più consistente dopo quello del 2022, su cui aveva influito lo scoppio della guerra in Ucraina. Intanto i singoli quartieri di Bellinzona e Giubiasco si avvicinano alla soglia storica di rispettivamente 20’000 e 10’000 abitanti. Delle 46’544 persone residenti a fine 2024, 22’732 erano uomini e 23’812 donne. I ticinesi erano 27’869, i confederati 5’735 e gli stranieri 12'922. Si sono registrati più nascite che decessi: nel corso dell’anno sono stati 365 contro 359. I matrimoni 374, i divorzi 207. Le naturalizzazioni sono state 165. I bambini fino a 14 anni sono 6’284, la fascia d’età dai 15 ai 64 anni è composta da 30’111 persone, mentre gli over 65 sono 10’149. I residenti che hanno già compiuto 100 anni sono 26, e tra di loro il decano della Città ha 105 anni.
Complessivamente sono salite a quota 116 le nazionalità differenti che convivono nella Città, una in più rispetto all’anno precedente. I Paesi più rappresentati, oltre alla Svizzera con 33’604 residenti, sono l’Italia (7’818), il Portogallo (843), l’Ucraina (320), l’Eritrea (311), la Bosnia e Erzegovina (289), il Kosovo (260), la Turchia (234), la Romania (227), la Spagna (221) e la Croazia (214)
Abitanti censiti

### Territorio

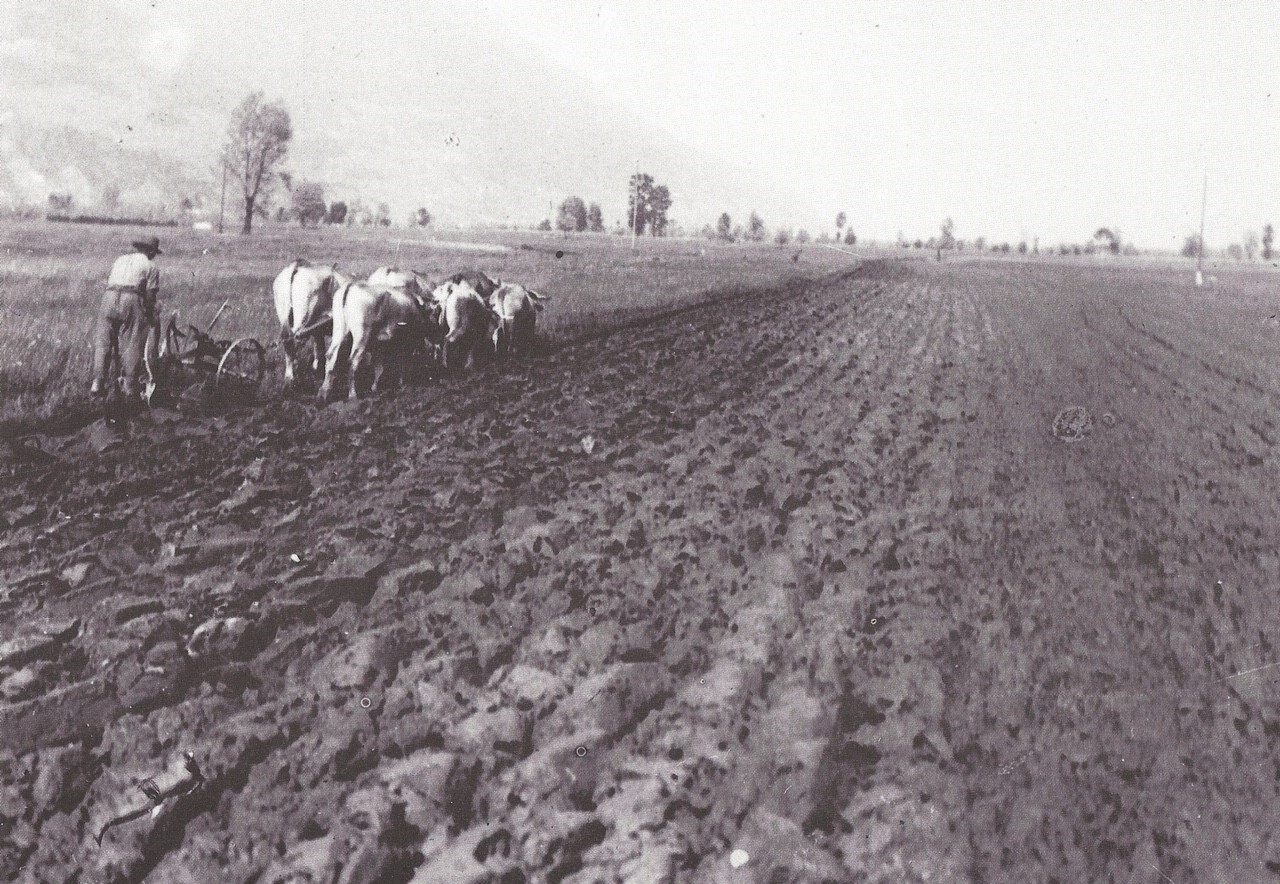
Piano di Magadino - Foto anni '20 del secolo scorso

Bellinzona si estende nella parte centrale del Canton Ticino.
In seguito all'aggregazione del 2017, con una superficie di 165,45 km² è diventata la più estesa tra le città svizzere di oltre 30'000 abitanti e il quarto comune più esteso tra i comuni del Canton Ticino, dopo Verzasca, Blenio e Lavizzara.
Fisicamente il centro principale del comune è costituito dal quartiere e città di Bellinzona corrispondente al relativo ex-territorio comunale (di circa 18'000 abitanti).
Il nuovo comune comprende pure ampie aree boschive, agricole e di montagna e alcune frazioni sono delle vere e proprie località staccate dall'ambito cittadino.
A Bellinzona confluiscono e si diramano alcune tra le principali arterie stradali e autostradali, passi alpini e tunnel che collegano il nord al sud della Svizzera e all'Italia. In dettaglio la N2 Chiasso - Basilea, il passo del San Gottardo e il tunnel autostradale di 17 km, il San Bernardino e alcuni passi secondari come il Lucomagno e la Novena. Bellinzona è anche uno snodo ferroviario principale per le merci e i viaggiatori, sia a livello regionale, con i collegamenti in direzione di Locarno o Lugano, sia per il traffico nazionale e internazionale da e verso l'Italia (via Chiasso-Milano come pure via Luino). I collegamenti con la Svizzera tedesca attraverso la nuova trasversale alpina, che collega Bellinzona a Lucerna, ha ridotto i tempi di viaggio per le merci e le persone avvicinando il nord al sud della Svizzera, come pure Milano a Zurigo e Stoccarda. Per il traffico merci ricopre una certa importanza anche la linea che da Bellinzona e attraverso Gambarogno collega Luino al terminal di Busto Arsizio-Gallarate. La vecchia linea ferroviaria di montagna è pure tuttora utilizzata dal traffico regionale, collegando paesi e regioni altrimenti tagliate fuori dal nuovo Tunnel ferroviario, come pure per garantire il collegamento nord-sud in caso di chiusura del tunnel.
La Città comprende a sud-ovest del proprio territorio, nei quartieri di Sementina, Giubiasco, Camorino e Gudo, la parte nord del Piano di Magadino; una pianura a vocazione agricola frutto della bonifica avvenuta tra il 1888 e il 1961. Sino ad allora la pianura era una palude soggetta alle piene del fiume Ticino e alla malaria, oggi è una fertile piana dedita principalmente alla coltivazione di ortaggi in serra e all'aperto, Granturco e allevamenti di bestiame, principalmente bovini e ovini.
Nel centro cittadino si erge la rocca di Castelgrande, uno sperone di roccia granitica lascito dell'ultima glaciazione, che degrada in direzione nord-ovest verso il corso del fiume Ticino e sul quale hanno trovato rifugio i primi abitanti stanziali durante il neolitico. Nel corso dei secoli, in considerazione dell'ottima posizione strategica e di controllo delle principali vie di transito da nord a sud, al riparo dal corso irregolare e dalle piene del fiume Ticino, sulla rocca si stabilirono i primi villaggi, fortezze e armate fino al Basso Medioevo, quando venne data forma all'attuale Castelgrande e al sistema di cinte murarie e castelli, patrimonio dell'umanità dell'UNESCO.
Il territorio ha assunto la sua conformazione odierna a partire da circa 10'000 anni fa, all'inizio del periodo dell'Olocene, in seguito al rientro dell'ultima glaciazione definita glaciazione Würm. Durante la massima espansione dell'ultimo periodo glaciale, 18.000 anni fa, l'attuale territorio di Bellinzona era sommerso sotto una coltre di ghiaccio di 1500 m. Il cambiamento climatico e l'innalzamento delle temperature ha causato il progressivo ritiro di questa imponente massa ghiacciata, a cui è seguita nei secoli l'opera di bonifica e adattamento da parte dell'uomo, modellando il territorio come lo conosciamo oggi.
Il fiume Ticino attraversa la Città sul fronte nord ovest, discosto rispetto al centro cittadino, passa quindi a lato del nuovo parco urbano per giungere poi, lungo l'estesa area verde delle golene, nei quartieri di Giubiasco e Sementina, prima d'immettersi nel Piano di Magadino verso il quartiere di Gudo, il locarnese, per terminare quindi il suo viaggio nel Lago Maggiore. I principali affluenti nel territorio sono a nord-est, sull'argine sinistro e attraverso il comune di Arbedo-Castione, il fiume Moesa e il Traversagna mentre da est, attraverso l'omonima valle, il Morobbia e da ovest il torrente Sementina. Diversi riali minori che prendono vita sui monti alpini nei dintorni di Bellinzona, confluiscono anch'essi nel fiume Ticino: riale Vallascia, Grande, Moleno, Righetti, Lusanico, Rivalone, Val Purscina, torrente Guasta, torrente Dragonato ecc. per una struttura idrografica piuttosto varia e particolareggiata, con alcuni tratti sotterranei.
Il centro abitato più alto del comune di Bellinzona è Carena, facente parte del quartiere di Sant'Antonio in Valle Morobbia, a 958 m.sl.m. Il territorio confina a nord con i Comuni di Arbedo-Castione, Riviera e il Cantone dei Grigioni; a sud con Cadenazzo, Sant'Antonino, Isone, Ponte Capriasca, a ovest con Cugnasco-Gerra e ad est, attraverso la Valle Morobbia e il passo San Jorio con Cavargna e Gravedona ed Uniti in Italia.

### Clima
Il clima del Bellinzonese è più mite rispetto ad altre zone della Svizzera. Secondo la classificazione dei climi di Köppen e Geiger la classificazione del clima è Cfb, ovvero clima mite umido con temperatura media del mese più caldo inferiore a 22 °C e almeno 4 mesi sopra 10 °C. La temperatura media annuale di Bellinzona è 11.7 °C. Luglio con una media di 21 °C è il mese più caldo, gennaio con 2,5 °C il mese più freddo. La regione gode di un buon soleggiamento con un numero importante di precipitazioni annue e diversi giorni di vento. Le statistiche pluviometriche a Bellinzona indicano una piovosità media annua di 1291 mm, con un massimo di precipitazioni tra la primavera e l'autunno, nei mesi di maggio, giugno, settembre e ottobre. Anche ad agosto si riscontrano importanti precipitazioni, ma le stesse sono per lo più a carattere temporalesco intenso. Il mese più secco è gennaio con una media di precipitazioni pari a 65mm.
| Bellinzona          | Mesi | Mesi | Mesi | Mesi | Mesi | Mesi | Mesi | Mesi | Mesi | Mesi | Mesi | Mesi | Stagioni | Stagioni | Stagioni | Stagioni | Anno  |
| Bellinzona          | Gen  | Feb  | Mar  | Apr  | Mag  | Giu  | Lug  | Ago  | Set  | Ott  | Nov  | Dic  | Inv      | Pri      | Est      | Aut      | Anno  |
| ------------------- | ---- | ---- | ---- | ---- | ---- | ---- | ---- | ---- | ---- | ---- | ---- | ---- | -------- | -------- | -------- | -------- | ----- |
| T. max. media (°C)  | 5,7  | 7,5  | 12,0 | 16,0 | 19,7 | 23,4 | 25,9 | 24,8 | 21,4 | 16,1 | 10,6 | 6,9  | 6,7      | 15,9     | 24,7     | 16,0     | 15,8  |
| T. media (°C)       | 2,5  | 4,0  | 7,5  | 11,3 | 15,2 | 18,6 | 21,0 | 20,2 | 17,1 | 12,1 | 6,9  | 3,5  | 3,3      | 11,3     | 19,9     | 12,0     | 11,7  |
| T. min. media (°C)  | −0,7 | 0,5  | 3,0  | 6,7  | 10,7 | 13,8 | 16,1 | 15,6 | 12,8 | 8,2  | 3,3  | 0,2  | 0,0      | 6,8      | 15,2     | 8,1      | 7,5   |
| Precipitazioni (mm) | 65   | 66   | 84   | 119  | 132  | 153  | 114  | 138  | 120  | 119  | 111  | 70   | 201      | 335      | 405      | 350      | 1 291 |

## Storia

### Età antica

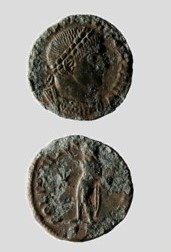
Moneta Costantino I

La storia della città inizia con la codifica di alcuni scavi archeologici nella corte di Castelgrande, negli anni '80, che confermano la presenza di un villaggio neolitico tra i più antichi in Svizzera e risalente originariamente alla seconda metà del VI millennio a.C.. Nella seconda metà del V millennio a.C., come provano i resti archeologici, l'abitato neolitico faceva parte della cultura dei vasi a bocca quadrata, presente uniformemente in tutto il Nord Italia. Alcuni recenti ritrovamenti archeologici dell'età del bronzo nel quartiere di Claro, muri e menhir, risalenti al 2300-2500 a.C., appartenenti a un probabile luogo di culto o sepoltura, hanno avvalorato la presenza di popolazioni stanziali nel comprensorio sin dal neolitico.
Essendo la zona posta all'ingresso delle valli che conducevano ai principali valichi alpini transitabili a piedi, con cavalli o muli, ovvero: Lucomagno, San Bernardino, passo San Jorio, Greina e il passo del San Gottardo ha da sempre attirato gli interessi militari e strategici delle diverse popolazioni che si sono succedute, in sequenza, sin dall'antichità: popoli neolitici, cultura di Canegrate, cultura di Golasecca (Leponzi e Insubri) e Romani.
Durante gli scavi condotti da Werner Meyer nel 1967, furono dissepolte le vestigia dell'antica cinta muraria edificata dai Romani, origine di quel Castrum Bilitio risalente alla metà del IV secolo.
L'antico nome latino Bilitio non è mai stato ritrovato o citato in alcun documento storico di epoca romana e non esistono neppure fonti specifiche sulle popolazioni celtiche e pre-romane presenti in zona, come dimostrano invece le diverse necropoli affiorate nel comprensorio, anche in epoche recenti e che hanno permesso di migliorare la conoscenza sulle civiltà pre-romane che hanno colonizzato e abitato l'area. La prima necropoli rinvenuta ad inizio del XX secolo nel quartiere di Giubiasco rappresenta una sorta di stele di Rosetta per l'archeologia e la storia di Bellinzona e dell'intera regione; per l'ampiezza della necropoli, con le sue 557 sepolture accertate, e per l'importanza dei reperti rinvenuti sovrapponibili su più epoche, dall'età del bronzo, età del ferro, cultura di La Tène ed epoca romana. Nel 1969, durante uno scavo nella necropoli romana di Carasso, è stato rinvenuto un anello digitale in bronzo, il cui castone porta inciso il monogramma cristiano.
Questo tipo di anello rappresenta una delle testimonianze più antiche del cristianesimo del Canton Ticino e attesta quindi la presenza dei primi cristiani a Bellinzona, e nella regione, almeno dal IV secolo d.C. 
Allo stesso periodo è riconducibile la moneta con l'effigie dell'imperatore Costantino e del Sol Invictus, ritrovata negli scavi condotti nel 1986, nel sagrato della Chiesa della vicina Sant'Antonino, anche se potrebbe essere giunta qui secoli dopo la sua coniatura.
Se per vedere citata Bilitio in fonti storiche bisogna attendere il 590 d.C. con il famoso commento di Gregorio di Tours, i Campi Canini, oggi nei pressi di Bellinzona, sono per contro citati sin dall'epoca romana, in quanto teatro di innumerevoli battaglie documentate già a partire dal 355 d.C. quindi in corrispondenza temporale e archeologica con la cinta muraria romana edificata e ritrovata a sud della rocca cittadina. In quell'anno l'imperatore Costanzo II, figlio di Costantino il Grande, si mosse personalmente alla testa di una spedizione militare ai confini della Rezia contro i Lentiensi, popolazione di stirpe alemannica che insidiava le frontiere; come documentato dallo storico romano Ammiano Marcellino. Ammiano, infatti, cita:
I Campi Cannini vengono quindi citati da Ammiano Marcellino come una località precisa all'interna della Rezia, seppur non ancora chiaramente circoscritta.
Un'altra scorreria alemanna attraverso i passi retici venne fermata a Bellinzona, all'altezza dei Campi Cannini, nell'omonima battaglia, dall'imperatore Maggioriano nel 457 d.C., come riferito da Sidonio Apollinare, vescovo e scrittore dell'epoca:
Vengono quindi fornite dal vescovo Sidonio Apollinare indicazioni sull'origine stessa del nome "Campi canini(-di Cano)" e circoscritta ancor più la loro posizione, considerando sempre come canus in latino significhi grigio, da cui i "campi grigi" etimologia degli attuali Grigioni. I campi canini di Bellinzona non sarebbero quindi altro che un probabile retaggio dell'antico nome di una ben più ampia località, inclusa nell'antica Rezia.
Parecchio tempo dopo, nel XVII secolo, sarà il geografo e umanista Cluverio a riproporre l'episodio storico sul suo "Italia Antiqua, cum Sicilia, Sardinia & Corsica":
"Essi (gli Alemanni), attraverso la Svizzera e il valico del San Gottardo, passate le Alpi scesero sul versante italiano e raggiunsero i Campi Cannini". In questo caso Cluverio cita il passo del San Gottardo quale passaggio verso sud degli Alemanni, anche se il summenzionato passo fu "ufficialmente" aperto al passaggio delle merci solo nel XIII secolo è possibile che, già in epoca romana, potesse essere attraversato da un relativamente piccolo contingente armato. Il suo predecessore, Sidonio Apollinare, citava quale via intrapresa dagli Alemanni i passi della Rezia.

### Età medievale

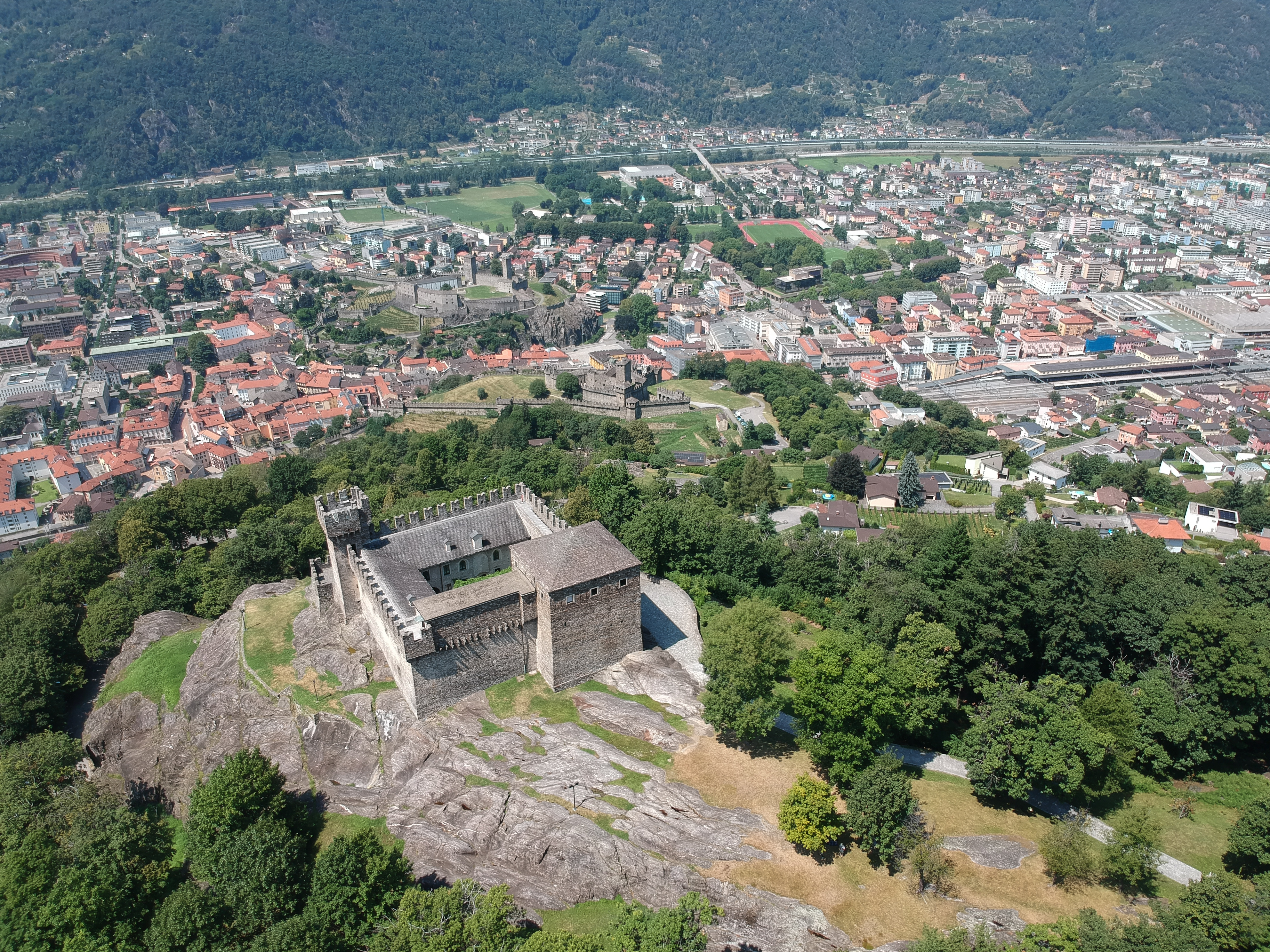
Il castello di Bellinzona dal Sasso Corbaro

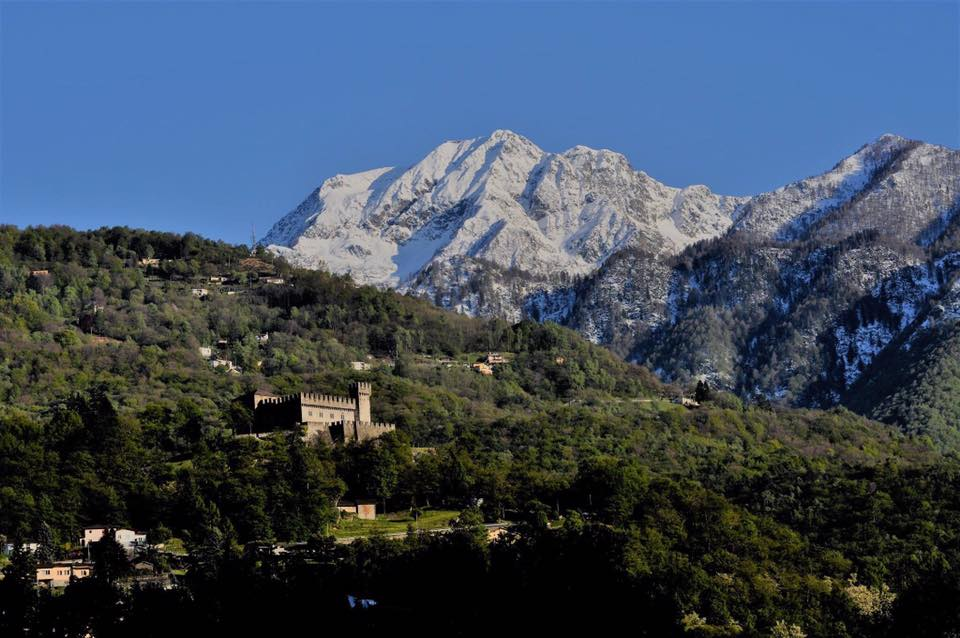
Castello di Sasso Corbaro

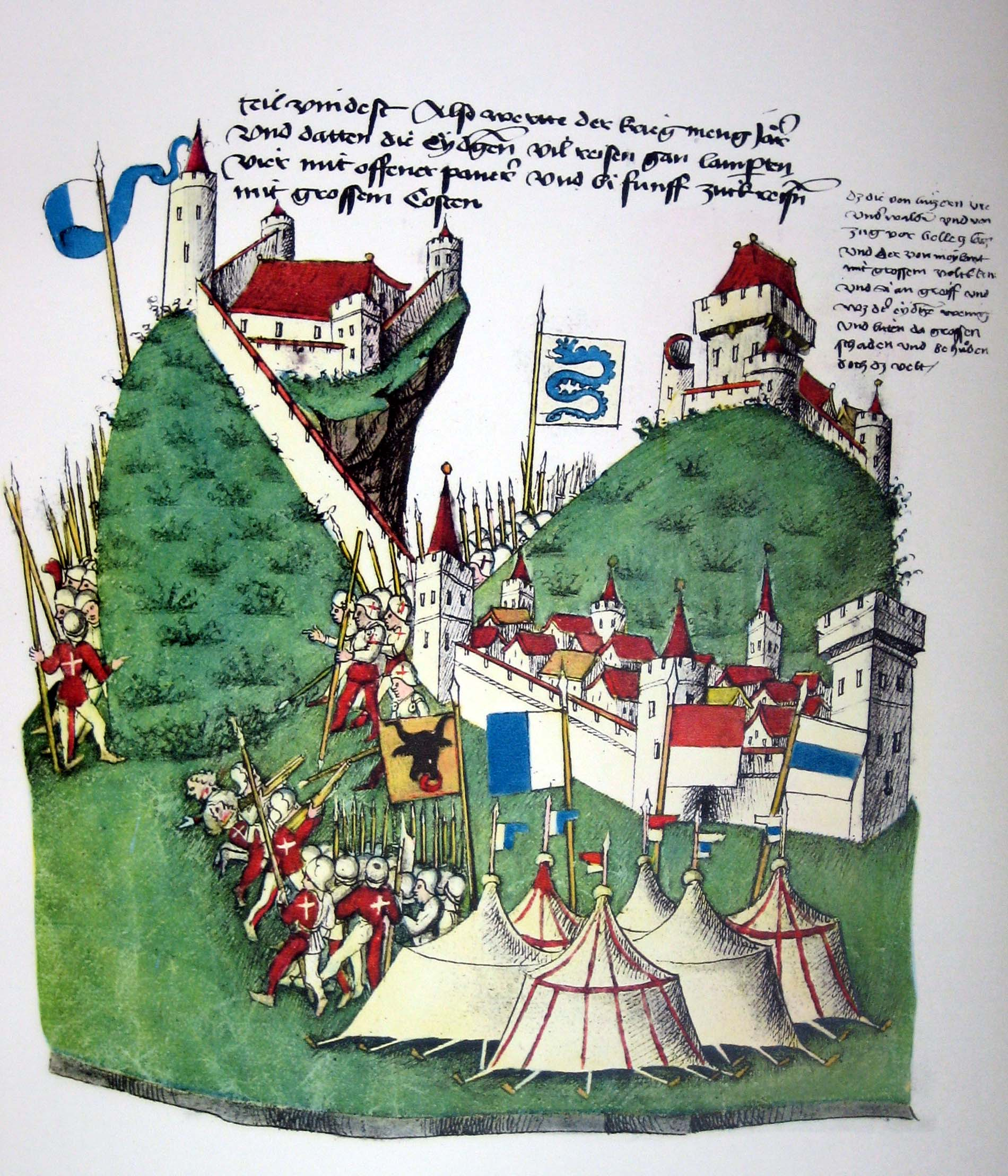
La battaglia di Arbedo 1422

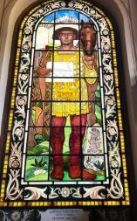
Ludovico Maria Sforza detto il Moro

In quest'epoca tumultuosa e ricca di avvenimenti, Bellinzona si troverà al centro di interessi militari e commerciali, sarà contesa dapprima dalle potenti città stato del nord Italia e, in seguito, anche dai confederati e dal Regno di Francia; tutti alla ricerca dell'egemonia e del controllo dei valichi alpini centrali, fondamentali arterie di collegamento da e per il ricco commercio gestito dal Ducato di Milano. Ducato che traccerà, nel Basso Medioevo, storicamente e architettonicamente, i tratti distintivi di Bellinzona, ancora oggi visibili in diverse opere militari, religiose e civili, con le tre fortezze e le imponenti mura riconosciute patrimonio dell'umanità dall'UNESCO nel 2000. Il gonfalone della città, con il biscione visconteo, riprende a sua volta le origini ducali della Bellinzona medievale.
Nell'Alto Medioevo la transizione gotica e bizantina, che seguì la caduta dell'Impero romano d'Occidente non ha lasciato tracce archeologiche e tanto meno testi scritti, nonostante gli Ostrogoti e, in seguito, l'Impero romano d'Oriente avessero concentrato le forze e i controlli attraverso l'impianto difensivo sud alpino ereditato dalla romanità, di cui Bellinzona e i campi canini facevano parte. Per cui bisognerà attendere l'arrivo dei Longobardi e la contesa con i Franchi per avere il primo riferimento storico su Bellinzona. La fortezza "ad Bilitionem" viene infatti nominata, per la prima volta, in un noto passo di Gregorio di Tours nella sua Historia Francorum, che descrive la calata, nel 590 d.C., dei Franchi in discesa dal Lucomagno e in guerra contro i Longobardi asserragliati nella fortezza di Bellinzona. Gregorio precisamente, dopo avere nominato Milano, nel descrivere il luogo dove fu ucciso il combattente franco Olone scrisse:
"Olo autem dux ad Bilitionem huius urbis castrum, in campis situm Caninis, inportunae accedens, iaculo sub papilla sauciatus, cecidit et mortuus est"
"infatti il comandante Olo, imprudentemente spintosi sotto il castello di Bellinzona, nei Campi Canini, fu colpito da una freccia, cadde e mori"
Gregorio qualificava quindi Bellinzona come una fortezza appartenente alla città di Sant'Ambrogio.
Gli scavi archeologici di Castelgrande hanno appurato tracce di un incendio sulle antiche mura, databile a ridosso dell'VIII secolo/IX secolo, proprio in corrispondenza con il periodo in cui i Franchi spodestarono definitivamente i Longobardi dalla penisola (774 d.C.).
Dopo la morte di Carlo Magno (814 d.C.) e di suo figlio Ludovico il Pio (840 d.C.), l'Impero franco carolingio conobbe un lungo periodo di stravolgimenti, divisioni e lotte per il potere. Tra il 1002 e il 1004 i sovrani germanici, Arduino d'Ivrea, incoronato re d'Italia nel 1002, ma più probabilmente il suo contendente Enrico II il Santo, più propenso al consolidamento del sistema ecclesiastico imperiale tramite l'alleata Como, rispetto alla ribelle Milano, sottrasse a quest'ultima e cedette al vescovo di Como tutto il contado di Bellinzona (territorio delimitato a nord da Preonzo e Castione a sud da Gudo e Sant'Antonino).
Per delineare la storia e origini di un luogo, in particolare nell'antichità e nell'Alto Medioevo, si fa spesso riferimento ai luoghi di culto. L'originale pieve di Bellinzona si trovava verosimilmente all'interno della corte di Castelgrande, dove durante gli scavi archeologici del 1967 sono stati ritrovati i resti di un cimitero medievale cristiano. La prima trascrizione su pietra che parla di un luogo di culto a Bellinzona, già intitolato a san Pietro patrono della città, data il 1168, anche se la presenza cristiana a Bellinzona è stata attestata già in epoca romana (IV secolo d.C.).
Nel 1176, sempre sotto il contado comasco, durante la campagna d'Italia, l'esercito con a capo l'imperatore germanico del Sacro Romano Impero, Federico I detto il Barbarossa, di cui Como e quindi Bellinzona erano fedeli alleati, stazionò per un certo periodo, per fare riposare le truppe e in attesa di rinforzi, tra le mura della fortezza di Bellinzona. Da qui partì quindi l'offensiva finale contro la Lega Lombarda, che terminò con la sconfitta dell'esercito imperiale nella famosa battaglia di Legnano; ponendo così fine ai sogni di gloria, di conquista militare e di egemonia di Federico I sul Nord Italia.
Conseguentemente alle alleanze variabili e le strategie geopolitiche del periodo, nonché le lotte intestine tra guelfi e ghibellini, tra il 1242 e il 1249 ci sarà dapprima la breve riconquista di Bellinzona da parte milanese che vide in prima fila, accanto al capitolo del Duomo di Milano e ad Enrico III il Nero, le truppe di Enrico De Sacco signore della Mesolcina e il podestà di Locarno Simone Orelli. Insieme toglieranno quindi Bellinzona dall'orbita di Como e del potere imperiale di Federico II, detto lo stupor mundi (nipote del Barbarossa). Il capitolo nominò Simone Orelli ed Enrico De Sacco capitani del castello e del contado di Bellinzona fino al 12 luglio 1249, quando venne stipulata la pace con Como e Bellinzona tornerà nuovamente sotto l'egida della città lariana. Bellinzona entrerà stabilmente nell'orbita milanese e viscontea a partire dal XIV secolo. Difatti Il 1.maggio del 1340, dopo un assedio, l'esercito milanese di Luchino Visconti (signore di Milano), con il ducato in piena espansione, costrinse alla resa gli irriducibili Rusca di Como (costruttori del Castello di Montebello) e i loro fedelissimi, asserragliati dentro le mura di quello che, dopo il lascito di Como ai Visconti venti anni prima, rappresentava l'ultimo baluardo fortificato dei Rusca. Dal bastione bellinzonese i Visconti controlleranno quindi l'importante passo del San Gottardo, da poco reso valicabile alle merci, e tutti i principali passi allora transitabili. Risalgono a questo periodo, prima sotto il dominio comasco dei Rusca e poi visconteo, tra il XIV e il XV secolo, i tre stupendi castelli, simbolo stesso della città e le sue imponenti cinte murarie. Importanti palazzi, cinte murarie, abitazioni e tombe del periodo continuano a riaffiorare intanto in alcune zone riconosciute per la loro importanza archeologica, come ad esempio in zona Palasio nel quartiere di Giubiasco, a conferma di quanto la regione rappresentasse un importante crocevia commerciale, religioso e strategico anche del tardo medioevo.
In quest'epoca tumultuosa, i rudi montanari svizzeri tentarono più volte d'insidiare il potere visconteo di Bellinzona e d'impossessarsi della città e manieri per controllare le vie di transito a sud dei passi alpini, vi riuscirono nel 1419, non con la forza delle armi, ma con l'acquisto per 2'400 fiorini dei castelli di Bellinzona ai signori De Sacco, che ne erano entrati nuovamente in possesso nel 1403, approfittando del periodo turbolento che nel ducato seguì la morte di Gian Galeazzo Visconti. Fu quindi l'ultimo duca della dinastia, Filippo Maria Visconti, figlio di Gian Galeazzo che, preso il potere alla morte del fratello Giovanni Maria Visconti e sentitosi minacciato da questa espansione svizzera verso sud, dopo avere tentato inutilmente la via diplomatica ed economica, nell'aprile 1422, con una sortita notturna ad opera di truppe ducali al cui comando era stato messo Francesco Bussone, conte di Carmagnola, personaggio su cui Alessandro Manzoni trasse in seguito l'omonima tragedia, si reimpossessò di Bellinzona e le sue fortezze e, in poche settimane, riprese anche il controllo delle valli limitrofe di Riviera, Leventina e Blenio. 
Dopo pochi mesi i Confederati si rimisero quindi in armi per tentare la riconquista; in tutta risposta Filippo Maria Visconti rimise il comandante Francesco Bussone, conte di Carmagnola  alla testa di un esercito di 16'000 soldati di cui 5000 cavalieri e decise di muovere battaglia per ricacciare i Confederati definitivamente oltralpe. Gli svizzeri tentarono quindi una reazione mettendo nuovamente sotto assedio le fortezze ma la battaglia di Arbedo, combattuta il 30 giugno 1422, ancora una volta ai Campi Canini, e la dura sconfitta dei confederati comminata dalle truppe ducali, sancì la definitiva riconquista di Bellinzona da parte milanese almeno fino alla fine del Medioevo. Oggi a ricordo e testimonianza della sanguinosa battaglia vi è l'antica Chiesa di San Paolo detta Chiesa Rossa e la Via del Carmagnola che conduce alla stessa. Tale fu l'importanza della battaglia e il suo eco nel tempo, che un segno divino, un arcobaleno, sembrerebbe essere apparso intorno al sole sopra Milano al tramonto del medesimo giorno e, ancora un secolo dopo, il Machiavelli menzionerà e tratterà la battaglia nel suo L'arte della guerra.
Scaramucce e scontri tra il Ducato e Confederati si ripeteranno durante il secolo e gli eserciti tornarono a fronteggiarsi nel 1449 nella battaglia di Castione, in cui gli svizzeri per evitare il massacro dovettero ripiegare velocemente verso la Mesolcina e, ancora, nel 1478 con l'assedio per due settimane di Bellinzona con saccheggi e devastazioni nei dintorni della fortezza. L'esercito confederato, probabilmente memore di quanto avvenuto nel 1422 ad opera del Carmagnola e nel 1449 con la battaglia di Castione, come pure a causa delle avverse condizioni meteorologiche di quel freddo dicembre del 1478, al sopraggiungere delle armate di rinforzo milanesi si ritirò oltre Gottardo. Una piccola guarnigione di confederati e leventinesi rimase a seguire le manovre del nemico, che nel frattempo decise di continuare la spedizione verso la vicina Riviera e la Leventina. Il 28 dicembre, con l'esercito ducale in difficoltà nelle strette valli ghiacciate e attraversate dal fiume Ticino, il piccolo contingente svizzero iniziò a colpire dall'alto con sassi e tronchi, mandando in rotta i ducali e dando vita a quella che ancora oggi è conosciuta come la battaglia dei Sassi Grossi di Giornico. Da allora il ducato decise di rafforzare ulteriormente le difese di Bellinzona con la costruzione del Castello di Sasso Corbaro e di una nuova cinta muraria che lo collegasse al Castello di Montebello e Castelgrande, impedendo l'aggiramento a monte del borgo fortificato e a cui fece seguito la costruzione del famoso ponte della Torretta, inaugurato nel 1489 da Ludovico il Moro in persona e ritenuto il più bel ponte lombardo dell'epoca.
Ancora pochi decenni e la storia avrebbe conosciuto una svolta fondamentale, con avvenimenti straordinari per la macro-storia mondiale e la storia di Bellinzona che ne avrebbe seguito il corso; il Medioevo era agli sgoccioli.
Concessione di privilegi 12 aprile 1499, Bellinzona:
Ludovico Maria Sforza, duca di Milano, concede al comune e agli uomini di Bellinzona, nonché al suo contado, i privilegi sui dazi e sul legname condotto dalla Valle Mesolcina fino ai fossati di Milano. Inoltre gli estranei che otterranno il domicilio non potranno godere di tali privilegi. L'immunità è concessa a condizione che i Bellinzonesi scavino a loro spese il fosso e la scarpata davanti alla murata del Ticino.

### Età moderna (da baliaggio a Cantone)
Concessione di privilegi, Capitula 14 aprile 1500, Bellinzona:
I rappresentanti della lega di Uri, Svitto e Unterwalden, dopo aver accettato la dedizione dei bellinzonesi, affermano di voler confermare gli statuti e i privilegi concessi a suo tempo dai duchi di Milano e dal re di Francia e concedono a loro volta altri capitoli.

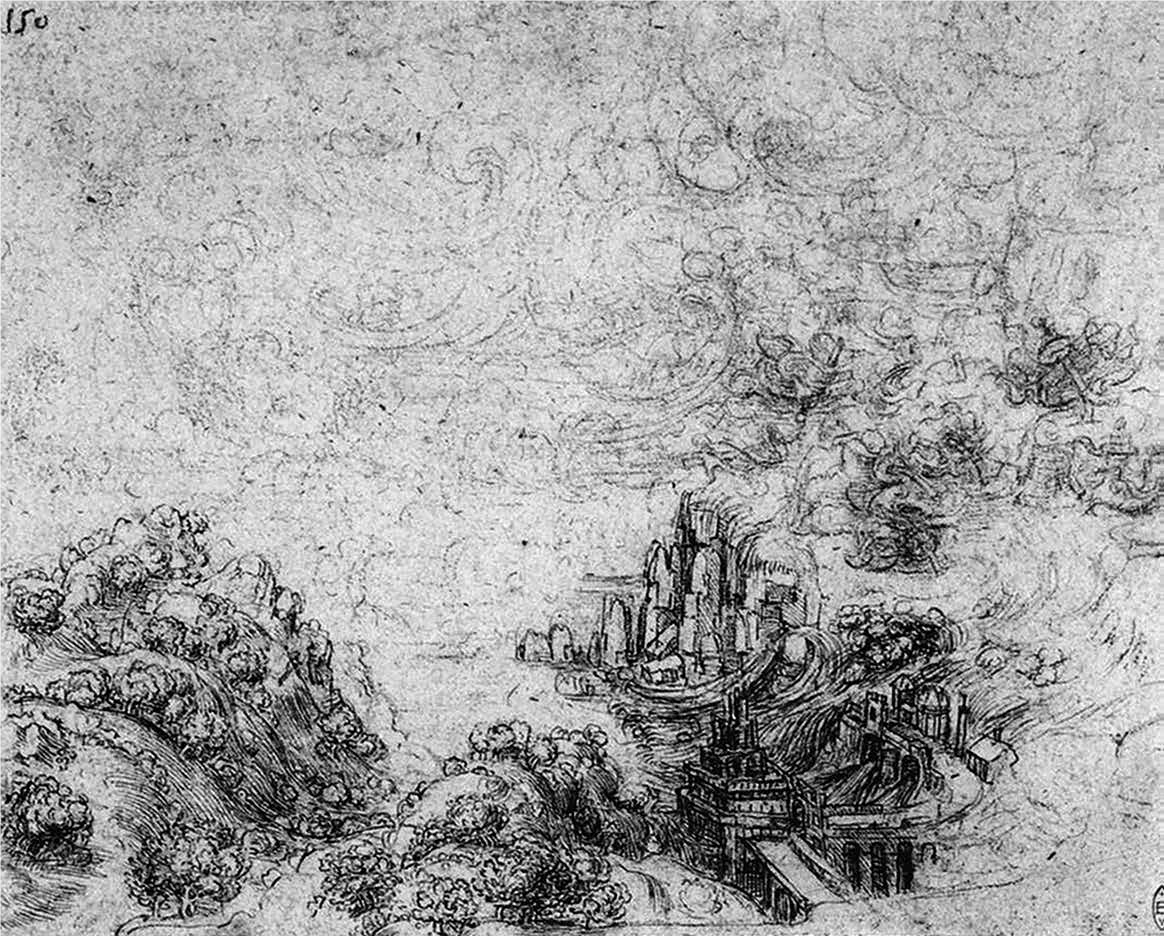
Diluvio, Codice Windsor, Leonardo da Vinci

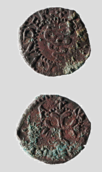
Bissolo, Zecca di Bellinzona 1503 - 1548 ca

Agli albori dell'età moderna, in pieno Rinascimento, Bellinzona viene citata e addirittura rappresentata iconograficamente, da uno dei principali geni dell'umanità: Nel XVI secolo descrivendo la strada e passo del San Jorio, Leonardo da Vinci nel suo Codice Atlantico ne fa un accenno: "... le montagne di Lecco e di Gravidonia, inverso Bellinzona ...", lasciando il sospetto che possa averla percorsa e vi sia giunto magari di passaggio. Un ulteriore accenno nel Codice Atlantico si riferisce alla frana del Crenone, allo sbarramento che ne conseguì e alla seguente nascita del lago di Malvaglia (1513 ca.) che, al cedimento della diga naturale, il 20 maggio 1515, causò quell'evento catastrofico conosciuto come la Buzza di Biasca. La catastrofe, con i suoi 600 morti e la distruzione del Ponte della Torretta, impressionò così tanto la gente dell'epoca e l'eco "mediatico" fu tale, che superò i confini regionali raggiungendo le corti europee. Fu verosimilmente Leonardo da Vinci a rappresentare la prima iconografia dell'evento nel suo Codice Windsor.
Alberto Vignati, cartografo militare lodigiano all'inizio del Cinquecento conferma "la distanza di 16 miglia tra Dunc e Berinzona, al passo vi si può accedere anche da Gravadona, il numero di cavalli che possono alloggiare in ciascuna stazione intermedia e le distanze intercorrenti".
Nel 1499, in seguito alle complesse vicende politico-militari del Ducato di Milano, Bellinzona cade dapprima preda dei francesi e da lì a poco in mano agli svizzeri. Infatti in quel settembre di fine secolo, il re di Francia Luigi XII conquistò la Lombardia e le terre ticinesi perché si considerava l'erede del ducato. I francesi inviarono soldati e occuparono anche i castelli di Bellinzona; un anno dopo, nel 1500, Ludovico il Moro riconquistò temporaneamente Milano, i bellinzonesi fedelissimi di Ludovico, approfittando del momento propizio e con i francesi verosimilmente concentrati a ricacciare i ducali da Milano, si ribellarono allontanando gli occupanti e asserragliandosi all'interno degli inespugnabili castelli. Ludovico Maria Sforza venne in seguito sconfitto dai francesi a Novara, tentò di ripiegare confondendosi con le truppe in ritirata verso Bellinzona, ma fu tradito da un mercenario confederato, catturato e trasferito prigioniero in Francia. Le autorità locali bellinzonesi decisero quindi di chiedere aiuto e protezione agli Svizzeri. Uri, Svitto e Untervaldo, che guardavano a Bellinzona da tempo, furono ben lieti di assoggettare il borgo e impossessarsi delle fortezze militari. Più tardi, per la precisione nel 1503, il re di Francia tramite il trattato di pace di Arona, riconobbe ai tre cantoni primitivi il possesso di Bellinzona, della Riviera e di Blenio. Il passaggio dalla dominazione milanese a quella confederata avvenne quindi alla fine del medioevo, quando il ducato milanese era sulla via del tramonto. Bellinzona divenne così la testa di ponte militare dei confederati e del loro tentativo di espansione in Lombardia, che dopo qualche anno, nel 1515, sfocerà nella famosa battaglia di Marignano, che sancì la fine delle mire espansionistiche verso sud degli svizzeri.
I confederati, verosimilmente per consolidare la propria presenza nel loro nuovo dominio a sud delle Alpi, affermando il controllo economico e per agevolare gli scambi commerciali con i potenti Stati del nord Italia, attivarono una Zecca in Città. La stessa rimase attiva dal 1503, anno del riconoscimento da parte della Francia del dominio bellinzonese ai tre Cantoni primitivi, fino al 1529 e batteva moneta per conto di Uri, Svitto e Untervaldo. Le monete erano ispirate a quelle utilizzate nel Ducato di Milano, poiché da utilizzare prevalentemente negli scambi con lo stesso Ducato e con la Repubblica di Venezia. I pezzi più conosciuti sono il Bissolo, che veniva usato anche nella regione, e il Grosso, pezzo unico facente parte dei rari esemplari utilizzati anche a nord delle Alpi e acquistato nel 2018 dal Cantone.
Intorno al 1600 il Bilitio Castrum viene citato dal geografo e umanista Philip Clüver:
"BILITIO castrum, sive castellum hodieque in radicibus Alpium Raeticarum supra lacum Verbanum, qui vulgo dicitur adcolis Lago Maggiore, ad Ticinum amnem situm, detorto paullüm vocabulo dicitur Belizona"
"Il centro fortificato, o castello di BILITIO, ai piedi delle Alpi Retiche, sopra il lago Maggiore, sito sul fiume Ticino, e oggi denominato Bellinzona"
La città rimarrà controllata come baliaggio (una specie di colonia) fino alla fine del '700, quando l'intervento di Napoleone e una serie di rivolgimenti interni portano nel 1798 alla nascita del Cantone di Bellinzona, comprendente tutto il Bellinzonese e le Tre Valli, all'interno della Repubblica Elvetica. Successivamente, nel 1803 il nuovo cantone fu unito con il Cantone di Lugano per formare l'attuale Canton Ticino, di cui Bellinzona divenne la capitale. Dopo il 1815 tale ruolo sarà attribuito invece a turno anche a Locarno e Lugano. Soltanto nel 1878, non senza diatribe, Bellinzona diventa definitivamente sede del governo cantonale ticinese.

### XIX secolo
Nell'Ottocento il Ticino era un'isola repubblicana e democratica nella Lombardia sotto dominio austro-ungarico, i rapporti diplomatici tra Svizzera, Canton Ticino e Austria non erano propriamente amichevoli, infatti il Ticino ospitava un numero cospicuo di dissidenti liberali e anti-austriaci lombardi. La tensione salì quando il Ticino espulse 22 frati cappuccini lombardi accusati di spionaggio e gli austriaci, in risposta, rimpatriarono 6'000 ticinesi emigrati in Lombardia per lavorare, imponendo pure un blocco commerciale. Nel 1853, per fare fronte a questo difficile periodo per il Ticino e il suo popolo, la Confederazione decise di investire in opere pubbliche e fortificazioni militari a sud delle Alpi, prese così forma tra Camorino, Giubiasco e Sementina, la linea di difesa dei cosiddetti fortini della fame, che avevano il doppio ruolo di fornire lavoro ai disoccupati e fungere da deterrente ad un'eventuale invasione austriaca da sud.
Se la prima metà dell'Ottocento presentava ancora caratteri prevalentemente agricoli e sotto certi versi primitivi, con povertà e mortalità infantile molto diffuse, centri abitati distanti in media 5 km l'uno dall'altro e poca o nessuna alfabetizzazione, con l'arrivo della ferrovia il Ticino intraprende un nuovo corso battezzando di fatto l'inizio dello sviluppo industriale. La prima ferrovia aperta attraverso le Alpi con un tunnel di 15 km, un'opera faraonica per l'epoca, fu infatti quella del Gottardo nel 1882, mentre la prima tratta ferroviaria arriva in Città nel 1874 con l'apertura delle tratte Bellinzona-Biasca e Bellinzona-Locarno. Il simbolo del nuovo profilo industriale di Bellinzona fu idealmente rappresentato dalle Officine, un centro specializzato nella manutenzione di carri e locomotive ferroviarie, che avviarono la loro attività nel 1874 nell'attuale deposito locomotive e, in seguito alla necessità d'ampliamento, nei nuovi capannoni terminati nel 1899; stabilimenti in cui le Officine sono ancora oggi attive.
La ferrovia prima e le strade in seguito, rappresenteranno quindi per anni e fino ai nostri giorni le colonne di una nuova economia, che farà di Bellinzona la porta meridionale delle Alpi occidentali per le persone e le merci, un po' come avveniva in epoca antica e nel medioevo, ma ora su vasta scala e con tempi di percorrenza sempre minori.

### Prima e seconda guerra mondiale
Durante la prima guerra mondiale la Svizzera, seppure dichiaratasi neutrale, pensò bene di mobilitare l'esercito preparandosi al peggio; in questo senso Bellinzona avrebbe rappresentato ancora una volta un importante caposaldo militare, per contrastare eventuali tentativi d'invasione che provenissero dal Regno d'Italia.
Nella seconda guerra mondiale i proclami propagandistici di Mussolini e del fascismo sull'annessione dei territori della linea alpina (Ticino, Grigioni, Vallese), ritenuti linea naturale del confine italiano e il piano di conquista della VI armata del Po, preoccupavano e facevano supporre ancora una volta un tentativo d'invasione. Nel 1939 iniziano quindi gli studi delle opere per la creazione di una linea di difesa che in seguito assumerà il nome di copertura LONA (LOdrino-OsogNA). La linea, un complesso di fortificazioni e uno sbarramento anticarro di vallata è stata quindi costituita a Riviera, tra Bellinzona e Biasca.

### I nostri giorni

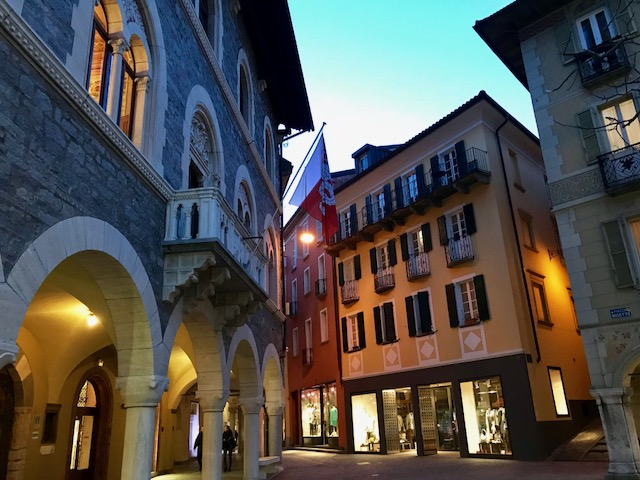
Palazzo Civico da piazza Nosetto

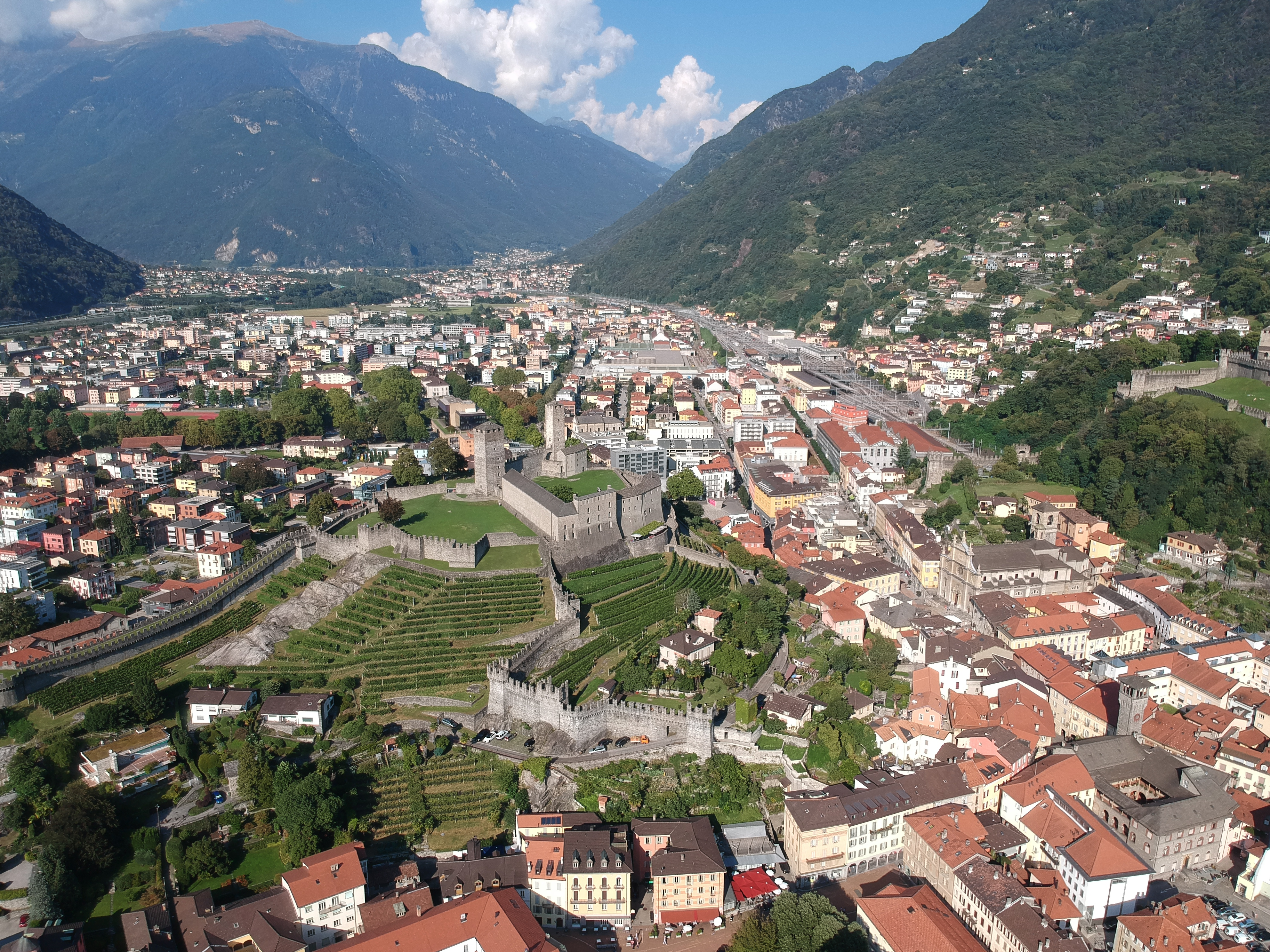
Il Castelgrande

Bellinzona ci regala oggi una delle più significative testimonianze in fatto di architettura difensiva dell'area alpina, entusiasma gli ospiti moderni con castelli, merli e mura, il tutto accuratamente restaurato e integrato nel suo nucleo storico.
A partire dalla seconda metà del Novecento l'area urbana di Bellinzona ha superato i confini cittadini, abbracciando gran parte l'agglomerato. La Città ha lentamente rafforzato il suo ruolo come polo di sviluppo, non solo del Bellinzonese, ma anche della vicina Riviera e del Moesano.
Nel novembre 2012, a Sementina, 17 Municipi del Comuni del Bellinzonese, escluso Isone, con l'aggiunta di Claro (distretto di Riviera), hanno sottoscritto l'istanza formale di aggregazione indirizzata al Consiglio di Stato, così come prevede la Legge sull'aggregazione dei Comuni.
Il Consiglio di Stato ha nominato la Commissione di studio incaricata di elaborare il progetto che sarebbe stato sottoposto alla popolazione dei Comuni interessati in votazione consultiva. La legge stabilisce quindi che sulla base dell'esito di tale voto, il Consiglio di Stato licenzi un messaggio governativo all'indirizzo del Gran Consiglio, cui compete formalmente la decisione per l'aggregazione di Comuni.
Il 18 ottobre 2015 è avvenuta la votazione consultiva nei comuni interessati dal progetto. Dei 17 comuni che hanno partecipato al progetto aggregativo, in 13 si è avuto esito positivo: Bellinzona, Camorino, Claro, Giubiasco, Gnosca, Gorduno, Gudo, Moleno, Monte Carasso, Pianezzo, Preonzo, Sant'Antonio e Sementina. Mentre quattro comuni hanno votato per restare indipendenti: Arbedo-Castione, Cadenazzo, Lumino e Sant'Antonino.
Dopo l'avallo alla fusione del Consiglio di Stato della Repubblica e Cantone Ticino vi è stato il ricorso al Tribunale Federale da parte di alcuni cittadini, che ritenevano nullo il voto essendo lo stesso vincolato all'aggregazione a 17 anziché a 13 comuni, come invece scaturito dalle urne. Il Tribunale Federale, con sentenza del 17 novembre 2016, ha respinto definitivamente il ricorso contro l'aggregazione dei 13 comuni. Il voto comunale per definire la composizione del nuovo Municipio e Consiglio comunale ha avuto luogo il 2 aprile 2017, è nata quindi una realtà urbana con una popolazione di 42'084 abitanti, dodicesima città Svizzera.

### Lingua e dialetto
La lingua ufficiale a Bellinzona, come nel resto del Canton Ticino e in alcune aree del Cantone Grigioni, è l'italiano; l'italiano è pure riconosciuto ufficialmente come terza lingua nazionale della Confederazione Elvetica.
Il dialetto ticinese ricopre tutt'oggi un ruolo importante nella comunicazione sociale e informale, essendo parlato prevalentemente in famiglia, ma anche nei ritrovi pubblici, sul posto di lavoro, nell'amministrazione pubblica e, a volte, alla TV svizzera di lingua italiana (RSI). Il dialetto viene usato anche, e in parte, dagli stranieri da lunga data in Ticino o dai loro figli, che lo assimilano ufficiosamente sul posto di lavoro o a scuola.
A Bellinzona si parla in particolare il ticinese legato al ramo lombardo occidentale delle lingue galloromanze o galloitaliche con alcune caratteristiche proprie; ad esempio nel bellinzonese per talpa si usa il termine talp al maschile, ripreso presumibilmente e letteralmente dal plurale: i talp. Nel Gambarogno si usa il termine taupa, nel sottoceneri locc e nel locarnese mozon o muzon, nel lombardo occidentale alpino talpin. Il dialetto di Bellinzona si distingue dalla variante alpina, parlata prevalentemente a nord del Cantone e lungo le valli del locarnese.

### Stemma e Bandiera

Stemma
Bandiera
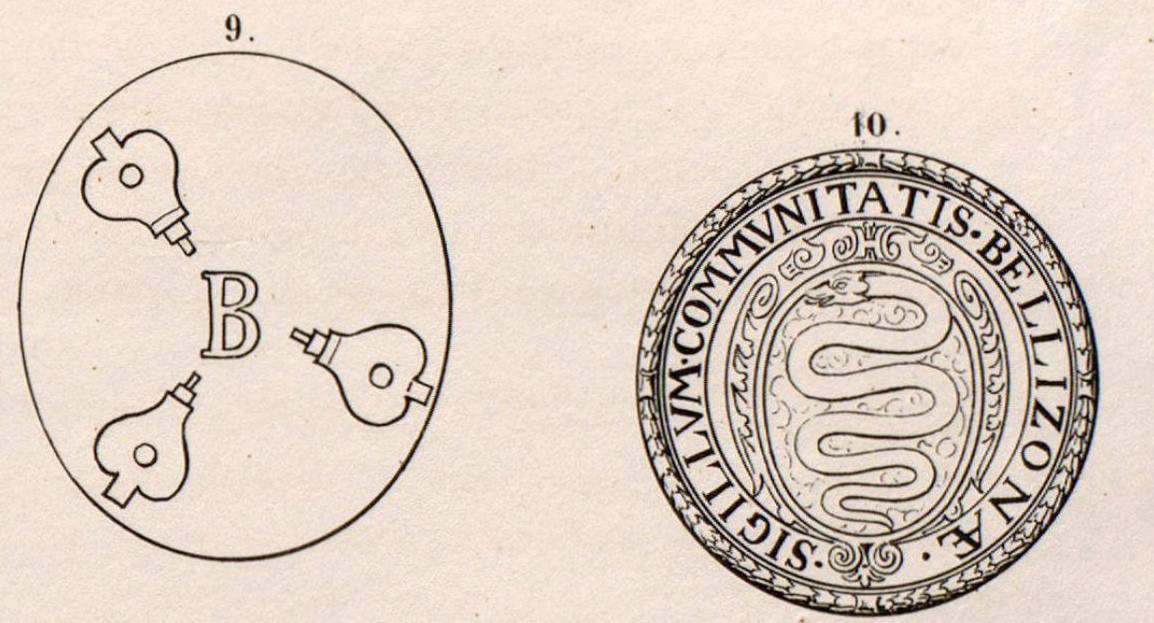
Antico stemma "tri bofitt"

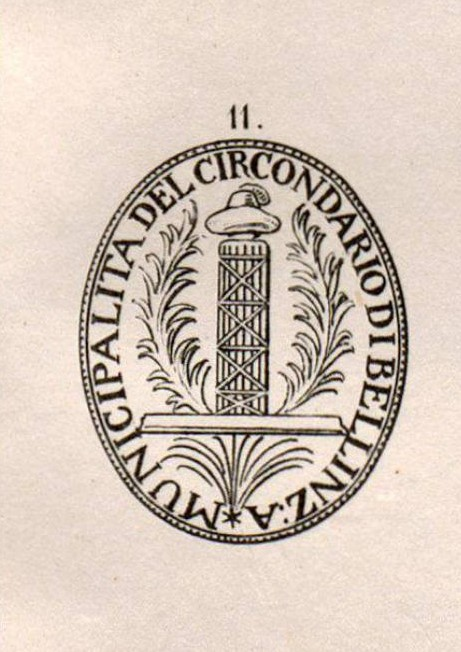
Antico stemma del circondario di Bellinzona

Lo stemma e bandiera araldico di Bellinzona, costituito da un «biscione bianco in campo rosso», è legato a doppio filo alla dominazione milanese: alla Città di Sant'Ambrogio deve infatti il biscione visconteo a sette spire che la rappresenta. Secondo gli storici, l'antico stemma della città era formato da tre soffietti, tri bofitt in dialetto bellinzonese (attrezzi per attizzare il fuoco), indicanti i venti del nord, nord-est e sud-ovest convergenti al centro dov'era posizionata una grande lettera B, indicante il toponimo. In epoca viscontea venne sostituito dalla nota “vipera” o “biscione” di quel casato, che in epoca svizzera venne privato della corona ducale e del fanciullo in bocca. Esiste, invero poco conosciuto, un antico stemma in rappresentanza del circondario (distretto) di Bellinzona con due rami di quercia ai lati e il fascio consolare al centro sormontato, al posto della scure, da un copricapo del Guglielmo Tell.

### Logo

Marchio pittorico del logo della città

L'Ente nato dall'aggregazione di Bellinzona con i dodici comuni limitrofi, si è dotato anche di un logo che riprende (stilizzato) l'antico “biscione” d'argento in campo rosso di derivazione viscontea. Questo, realizzato dallo studio Variante Agenzia è stato denominato “la danza del serpente”. Il logo non sostituisce lo stemma araldico. La sua descrizione, a firma della citata agenzia recita; "il Biscione Visconteo è stato rivisitato considerando tre obiettivi primari: restituire il concetto aggregativo, comunicare efficacemente l’evoluzione della realtà regionale e mantenere l’immediata riconoscibilità del simbolo originario. Le linee che formano il Biscione costituiscono ciascuna una componente singolare, unica, che tuttavia si fonde dinamicamente nell’insieme. Si vuole così rappresentare l’aggregazione come un movimento armonico, in cui la forza del tutto moltiplica e valorizza le peculiarità di ciascun comune."

### Curiosità
- I bellinzonesi sono riconosciuti e battezzati con il soprannome dialettale di ciod ovvero chiodi. Alla fine dell'Ottocento era anche in auge l'espressione giornalistica "roba da chiodi" (incredibile e riprovevole) spesso utilizzata per definire l'operato del Governo cantonale con sede a Bellinzona[134]. Il nome, secondo una versione popolare, deriverebbe da una fabbrica di chiodi in collina e dal via vai di trasportatori di questi chiodi verso il piano, per dare avvio allo smercio. Un'altra versione, poco verosimile rispetto all'epoca in cui il soprannome era in realtà già utilizzato, parla invece del monumento di Piazza Indipendenza inaugurato nell'agosto del 1903, simile ad un chiodo capovolto[135]. Il soprannome intende pure riferirsi bonariamente al carattere del bellinzonese, ritenuto piuttosto avaro, schivo e irremovibile come un chiodo.
- Bellinzona è anche chiamata Città del vento o dei tri bofitt (tre venti in dialetto), per la sua esposizione costante ai venti da nord, nord-est e sud-ovest che confluiscono regolarmente e talvolta in modo burrascoso sulla Città e circondario.
- Bellinzona è la Città del carnevale, il carnevale Rabadan[136] "schioda" la Città dal letargo invernale per 6 giorni ininterrotti di bagordi che si tengono tra le vie del centro. All'apertura del carnevale, il giovedì e fino al martedì grasso, le chiavi della Città vengono quindi consegnate dal Sindaco al Re del carnevale, che detiene il potere carnascialesco per sei giorni di monarchia, in cui gli abitanti diventano ufficialmente sudditi di sua Maestà Re Rabadan. Il Rabadan è il più grande carnevale della Svizzera italiana e tra i cinque carnevali più importanti in Svizzera[137].

## Monumenti e luoghi d'interesse

### Architettura civile

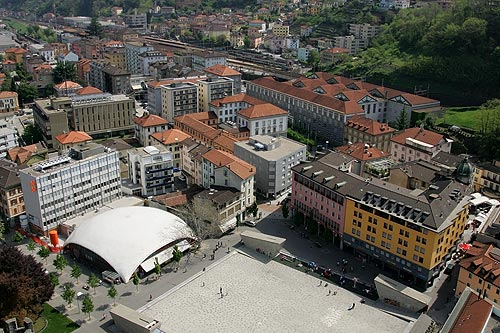
La piazza del Sole

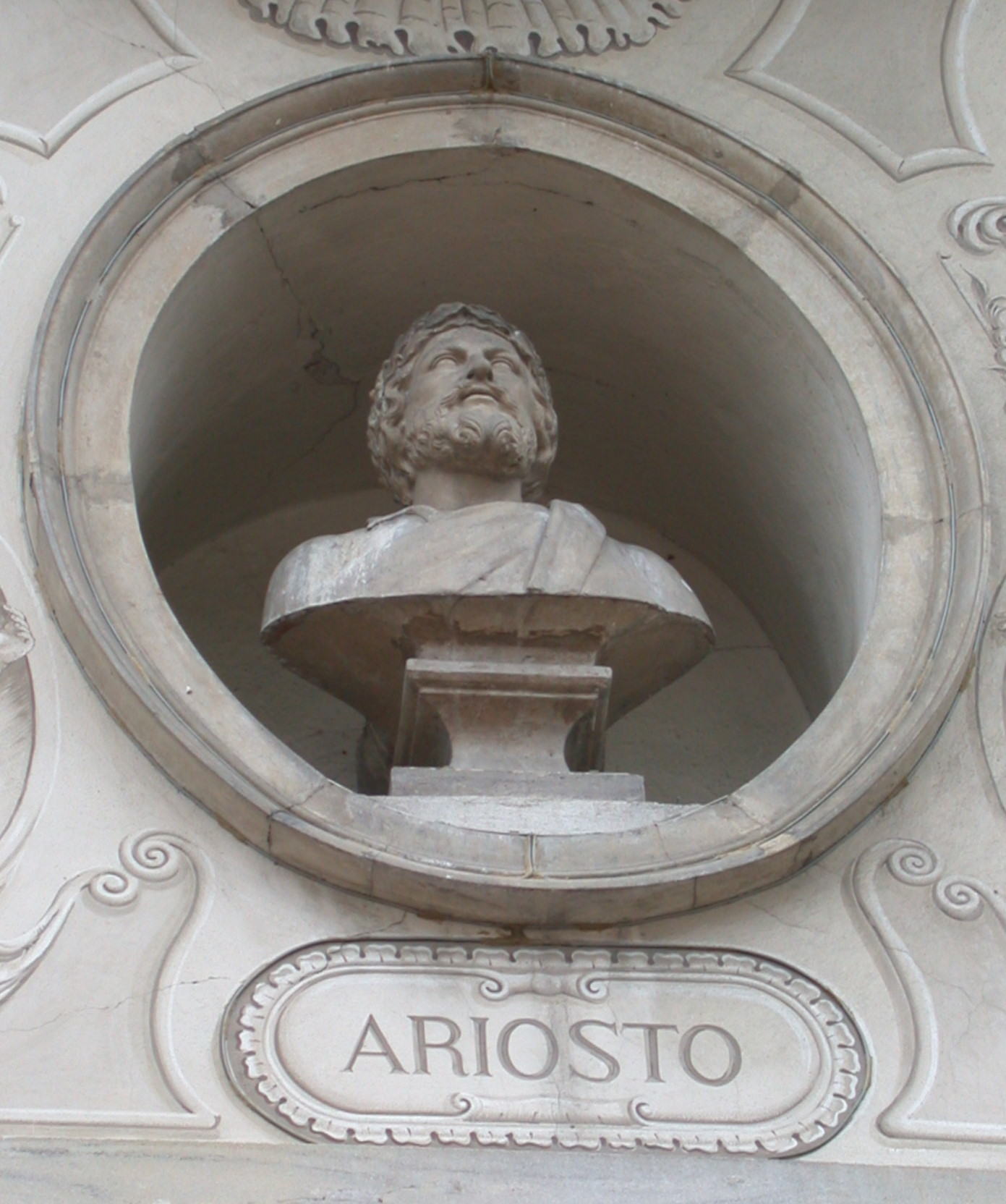
Casa Chicherio, busto dell'Ariosto
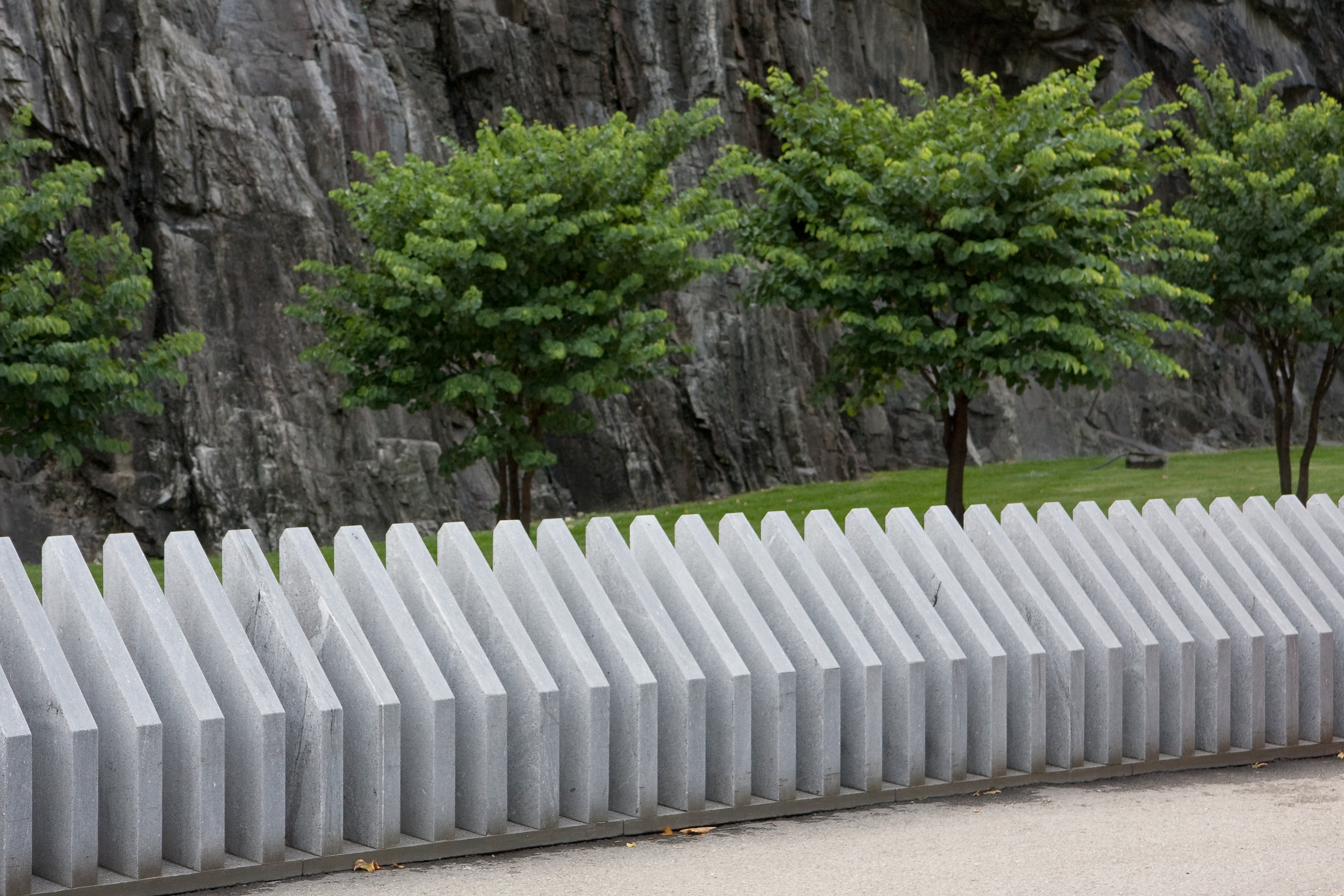
Il "pettine" di Vacchini
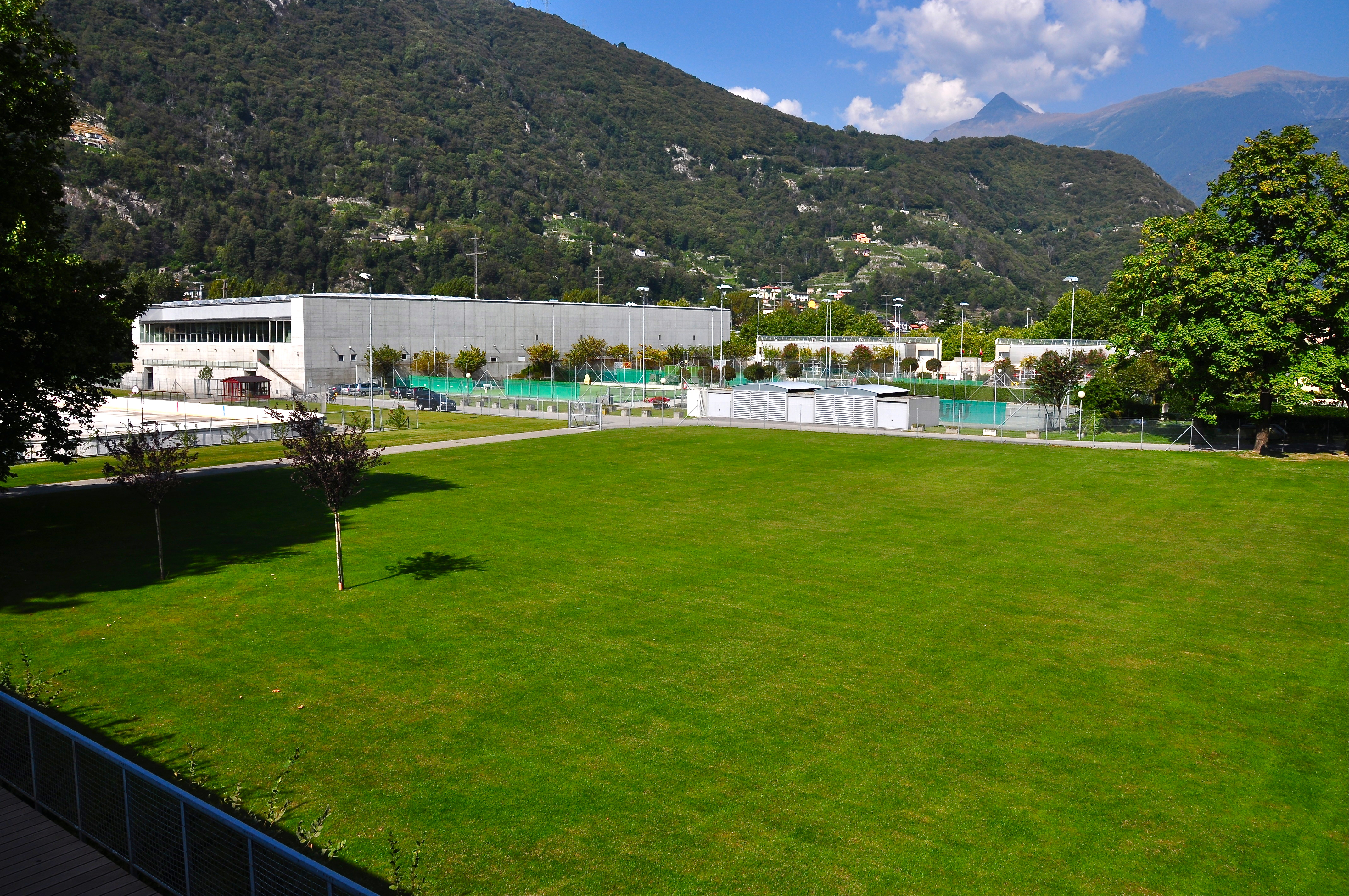
Il bagno pubblico
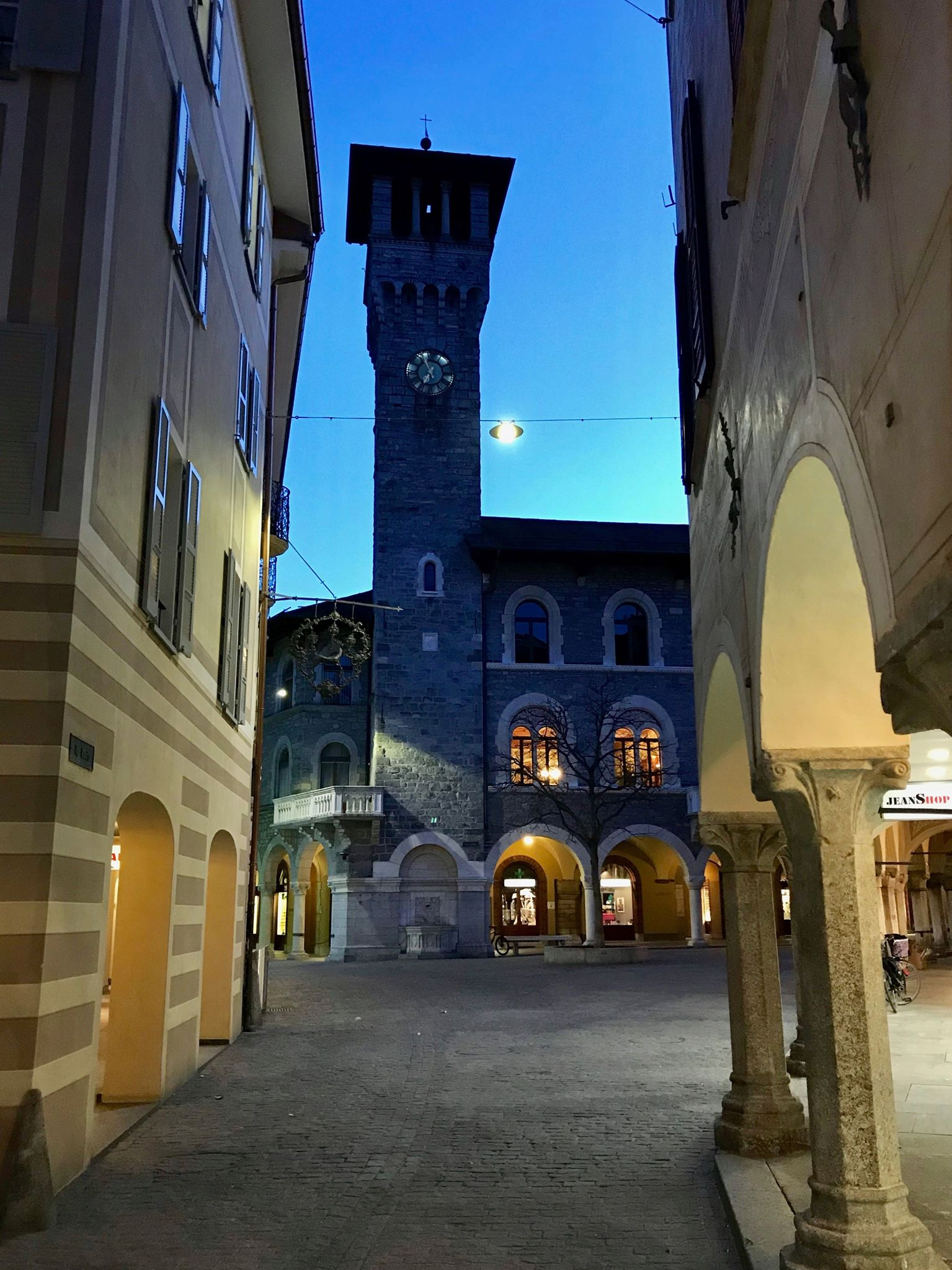
Palazzo Civico
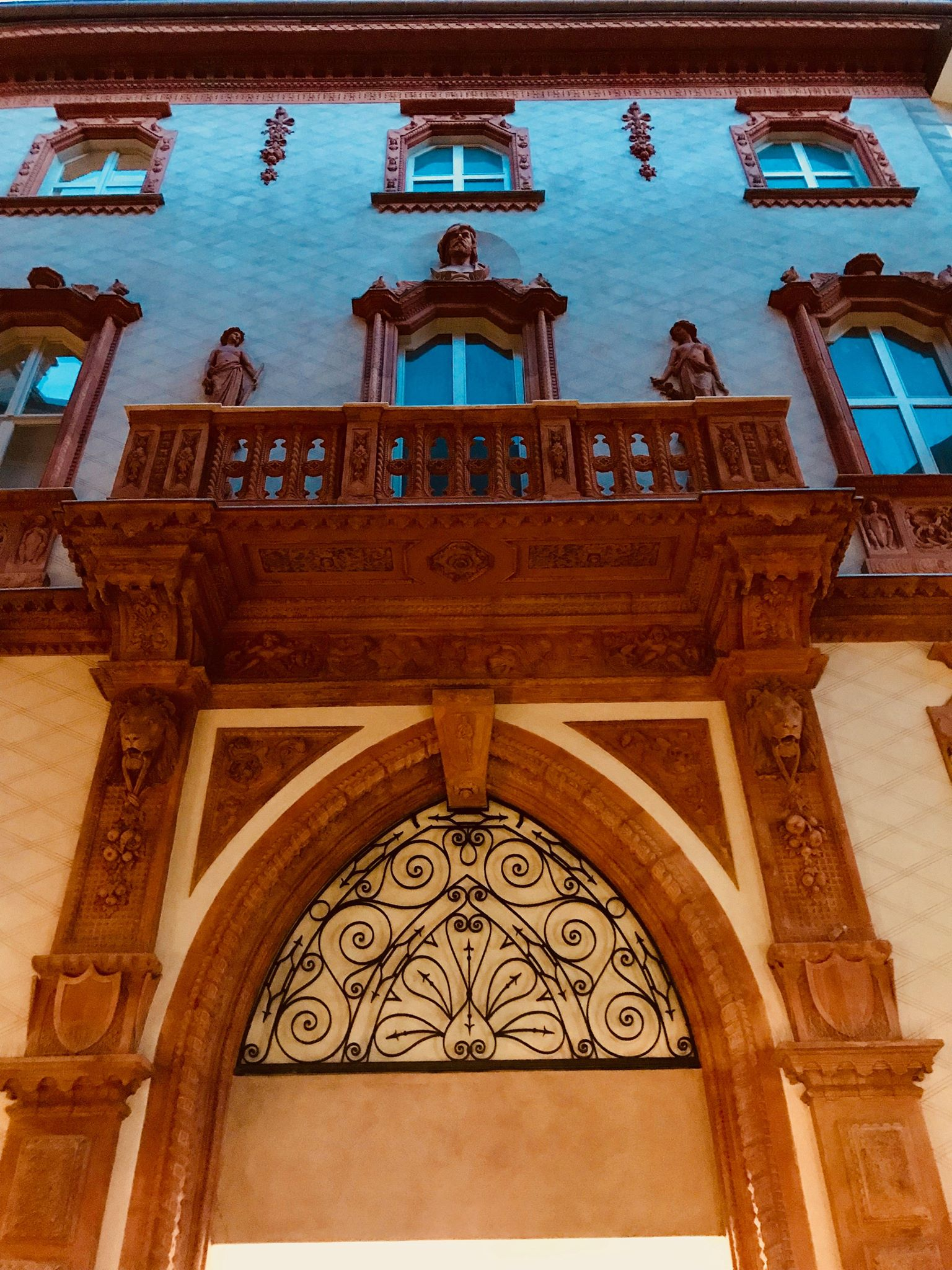
Casa Rossa Bellinzona

#### Il centro storico
- Antica casa dell'arciprete Chicherio, eretta negli anni 1722[138] - 1725 e introdotta da un portale in stile barocchetto[138]
- Casa Bruni, edificio del XVIII secolo in stile liberty con decorazioni Jugendstil[139]
- Ca' Rossa (Casa Rossa[138]), realizzata nel 1860 in stile neogotico,[138] edificio il cui nome deriva dalla facciata con decorazioni in terracotta[138] realizzate da uno scultore campionese attivo anche presso l'abitazione milanese di Alessandro Manzoni[139]
- Palazzo comunale (1924),[138] realizzato in stile rinascimentale in sostituzione di una quattrocentesca casa municipale[138] e dotato di torre dell'orologio, nonché corte interna con due ordini di loggiati sorvegliata da un cannone[139]
- Palazzo del Governo cantonale, profondamente ristrutturato nel 1878 a partire da un palazzo che, costruito tra il 1738[138] e il 1743, fino al 1848 aveva ospitato un convento[138] di Orsoline.[139] La volta dell'aula del Gran Consiglio cantonale ospita un dipinto di un artista di Caslano, successivamente emigrato in Francia[139]
- Palazzo della Società Bancaria Ticinese, costruito nel 1960 da Augusto Jäggli
- Casa Gabuzzi, di epoca settecentesca
- Villa Stoffel (ex Curti)[140], residenza signorile neorinascimentale
- Monumento a Rinaldo Simen, in piazza Rinaldo Simen, realizzato da Giuseppe Foglia
- Bagno Pubblico, un'infrastruttura sportiva edificata negli anni 1967-1970 da Aurelio Galfetti, Flora Ruchat Roncati e Ivo Trümpy
- Monumento ai ferrovieri periti nello scontro ferroviario avvenuto nella sottostazione di San Paolo ad Arbedo nel 1924
- Villa e Parco dei Cedri; la Galleria cittadina si trova nelle vicinanze delle chiese romaniche di San Biagio e Santa Maria delle Grazie.
- Teatro Sociale, edificio neoclassico, unico nel suo genere in Svizzera, ha ritrovato il proprio splendore dopo 150 anni di storia.
- Nuova stazione di Bellinzona, porta delle Alpi e ultima stazione principale a sud delle Alpi prima del tunnel Alptransit.

### Architettura militare

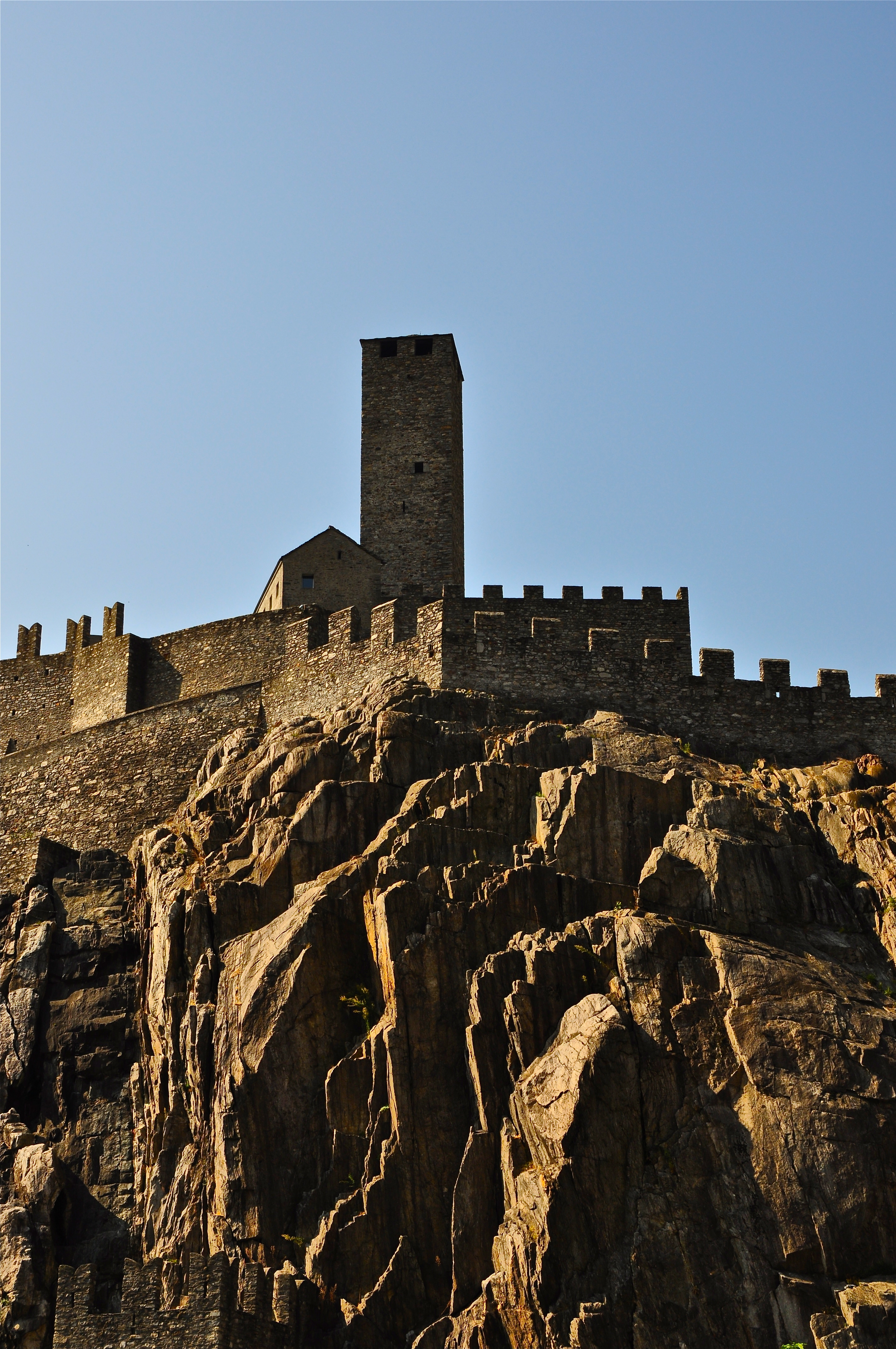
Castelgrande visto dalla piazza del sole
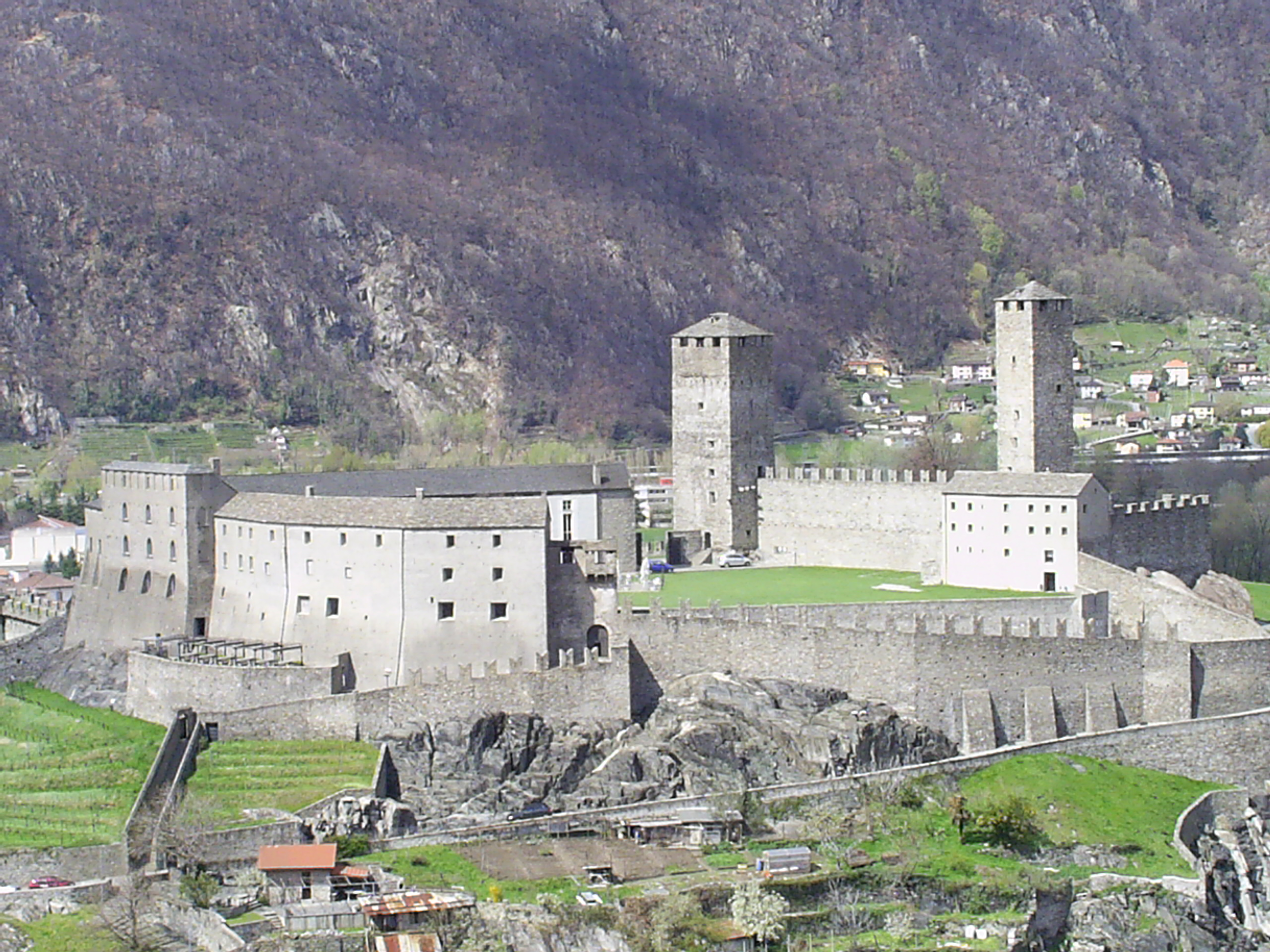
Il Castelgrande visto da sud
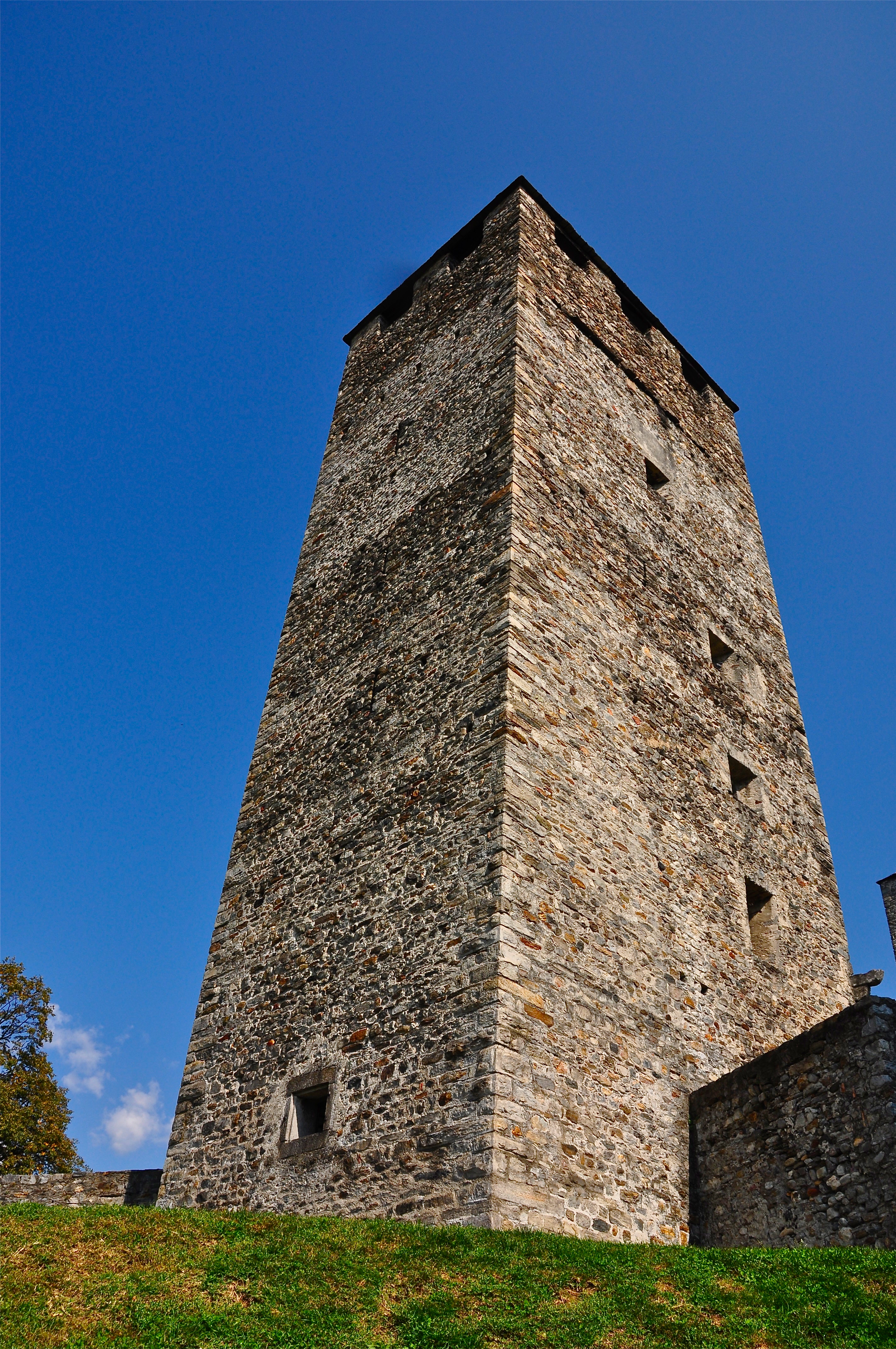
La Torre Nera di Castelgrande
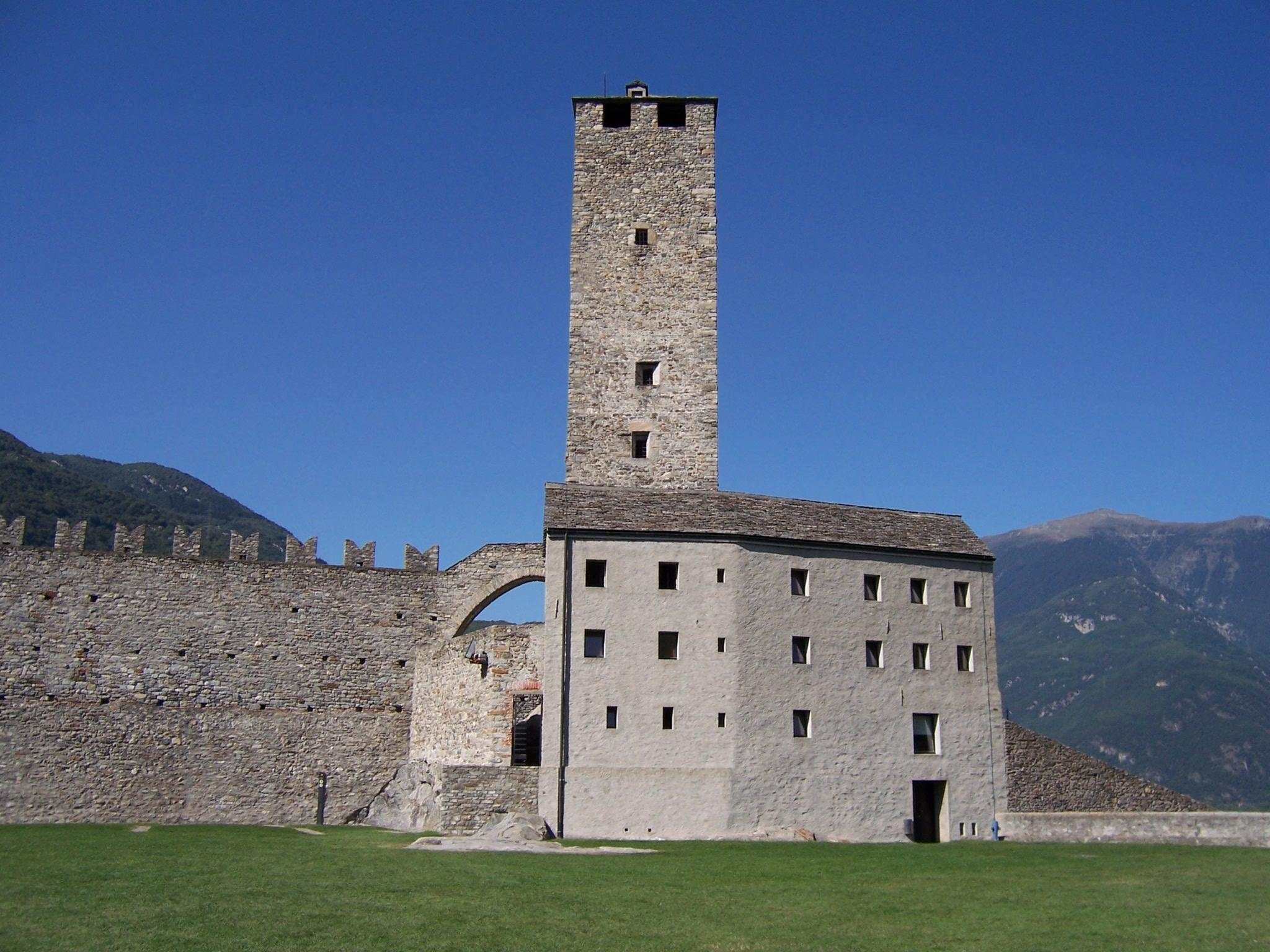
La Torre Bianca
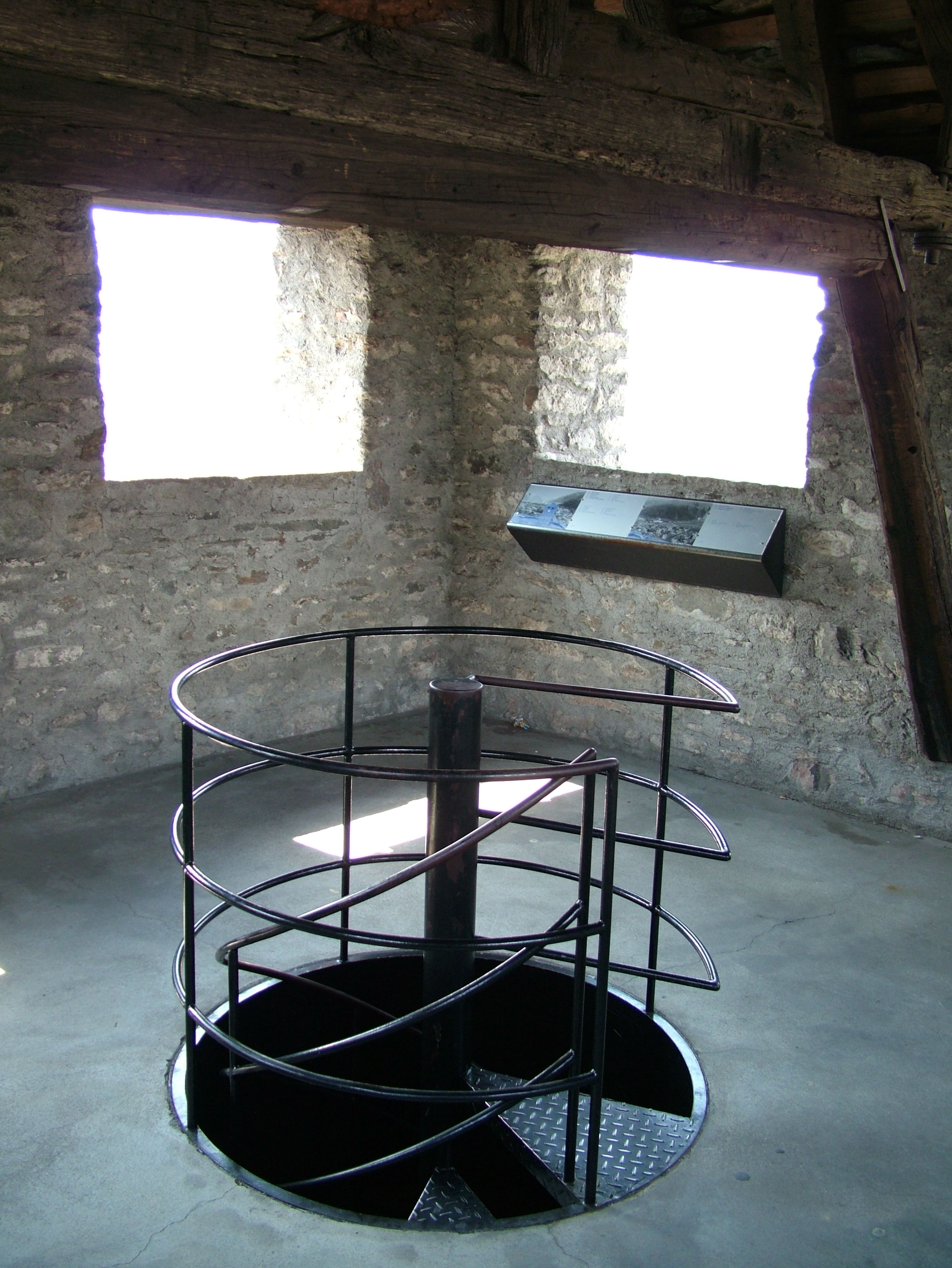
Torre Bianca: interno
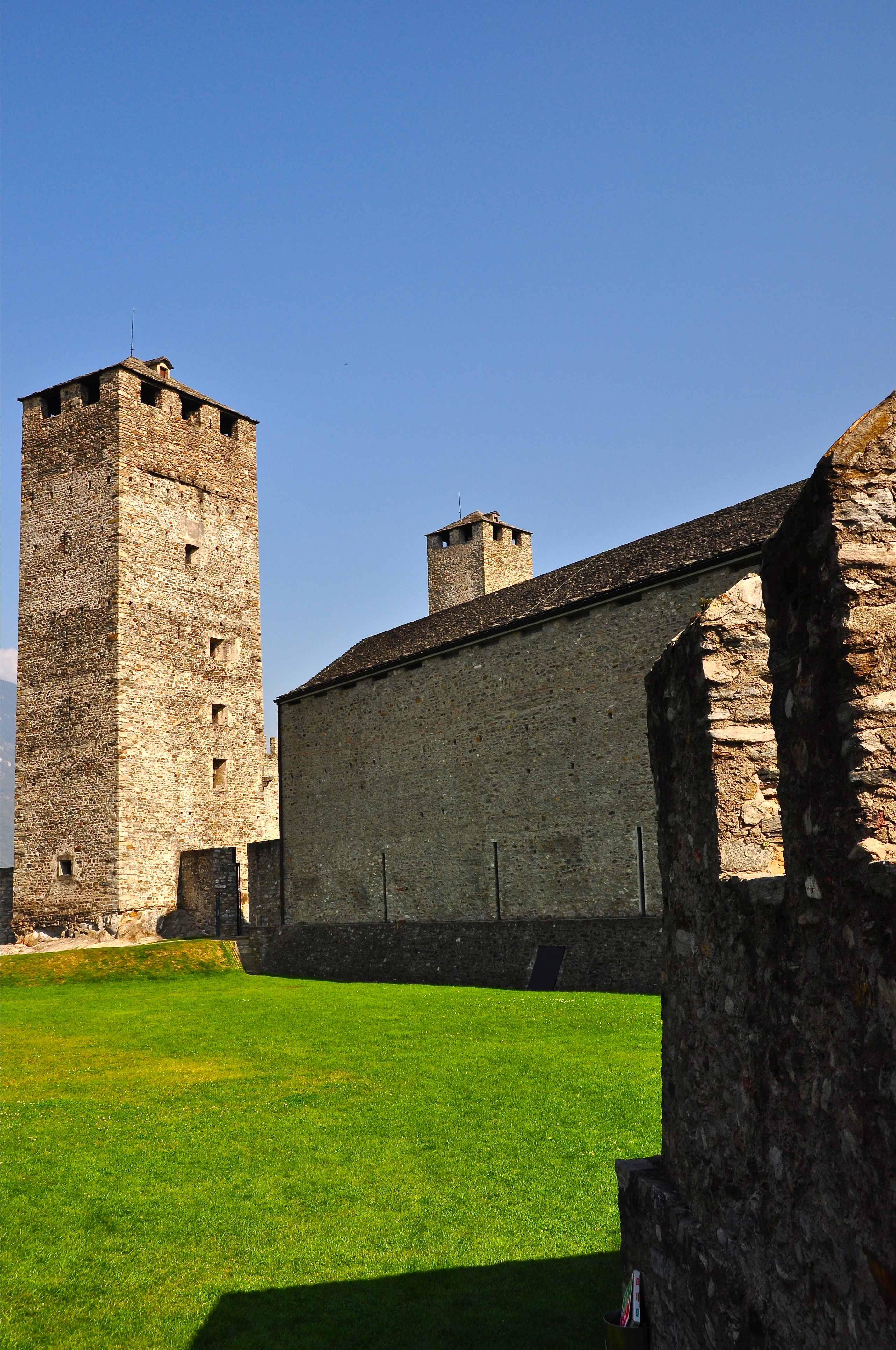
Il cortile di Castelgrande
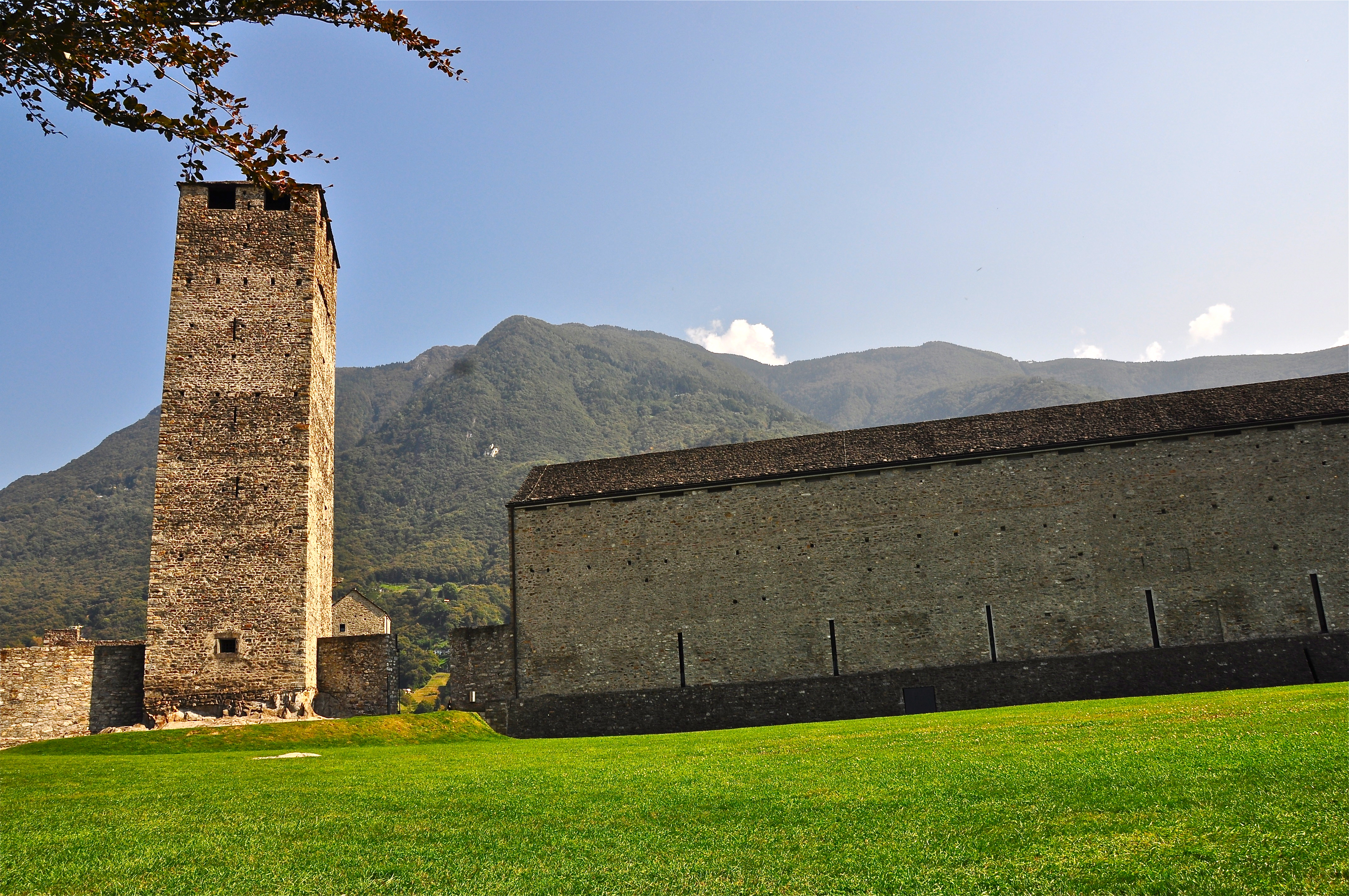
Il Castelgrande visto da sud
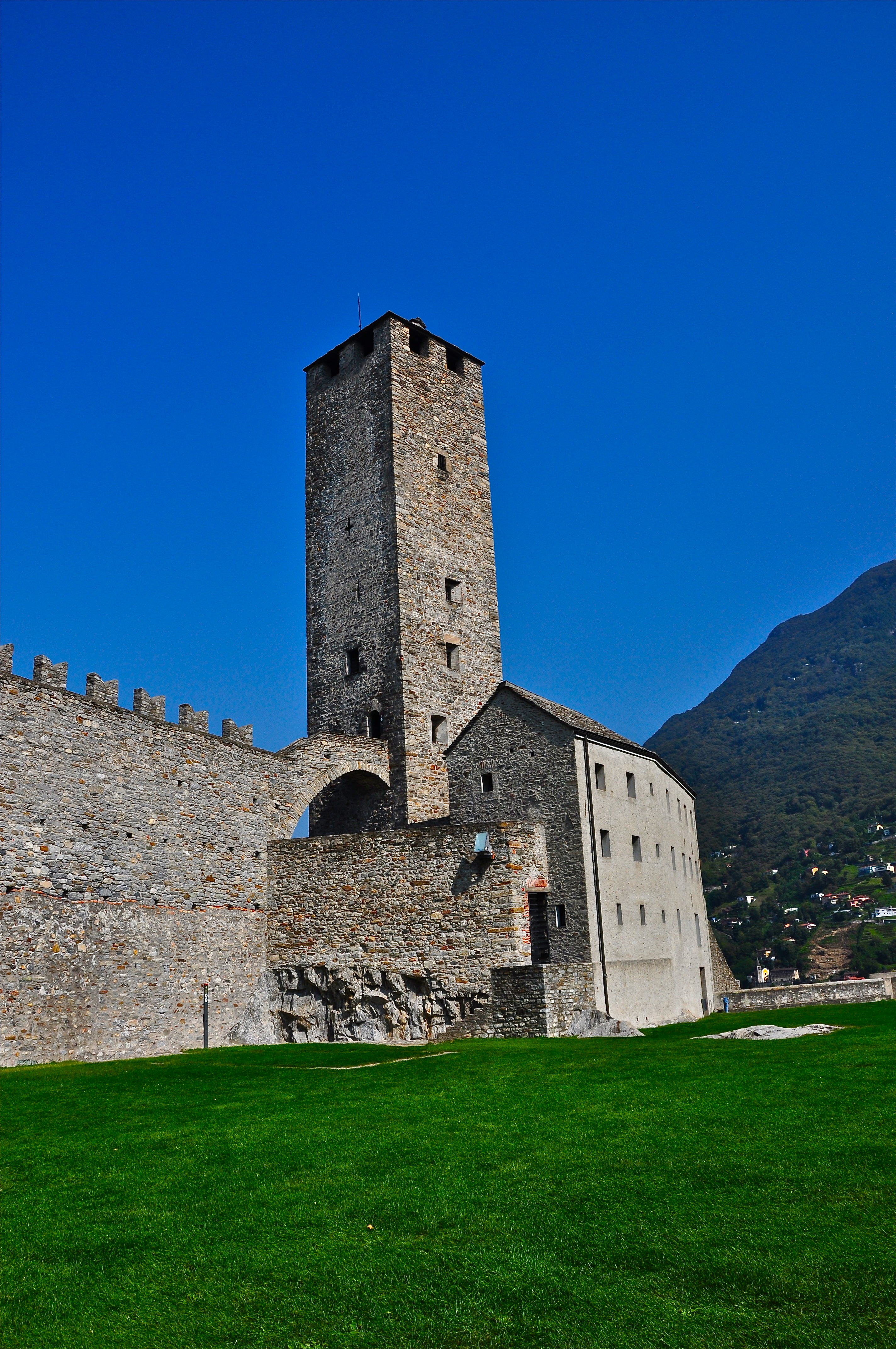
Il Castelgrande
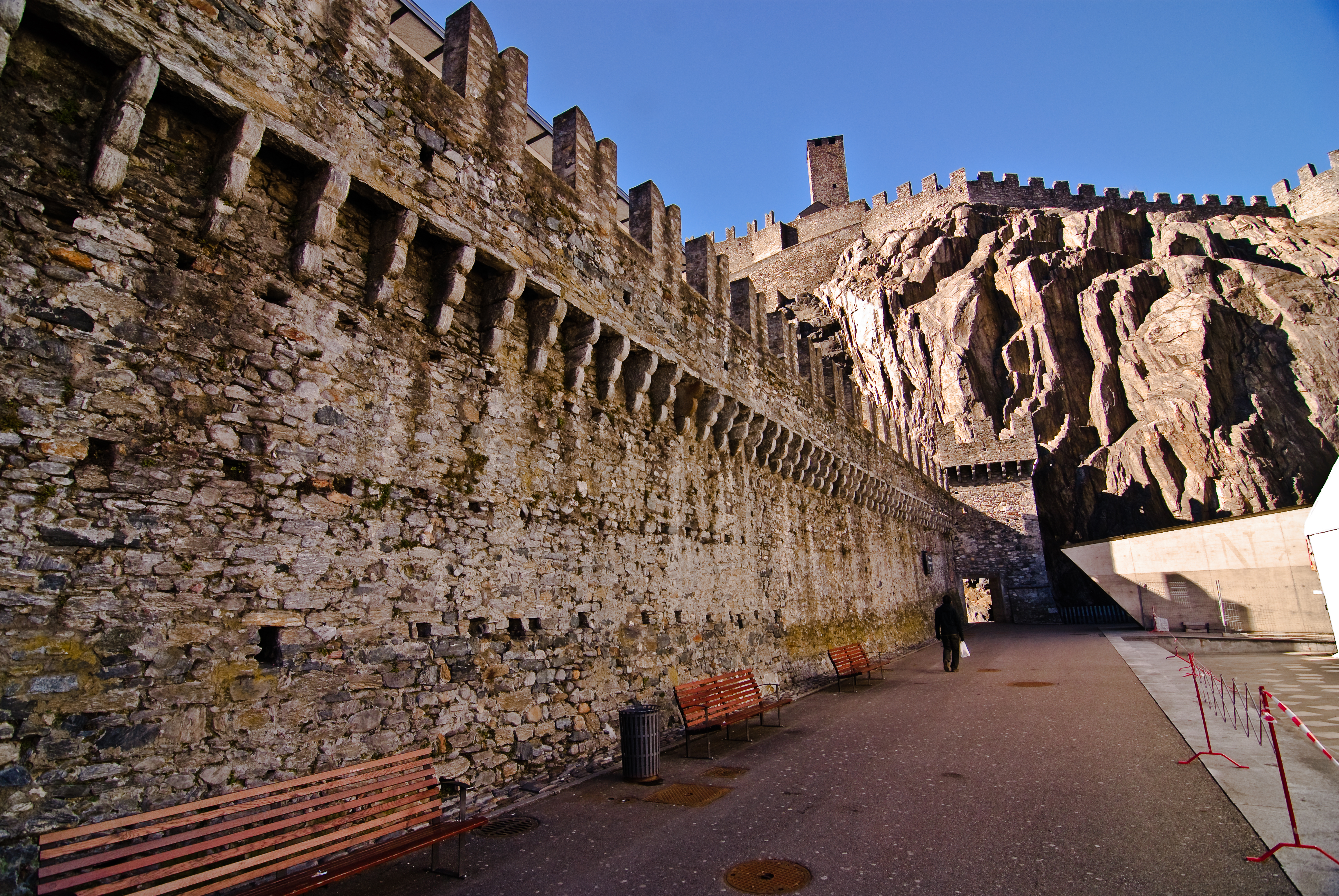
La murata
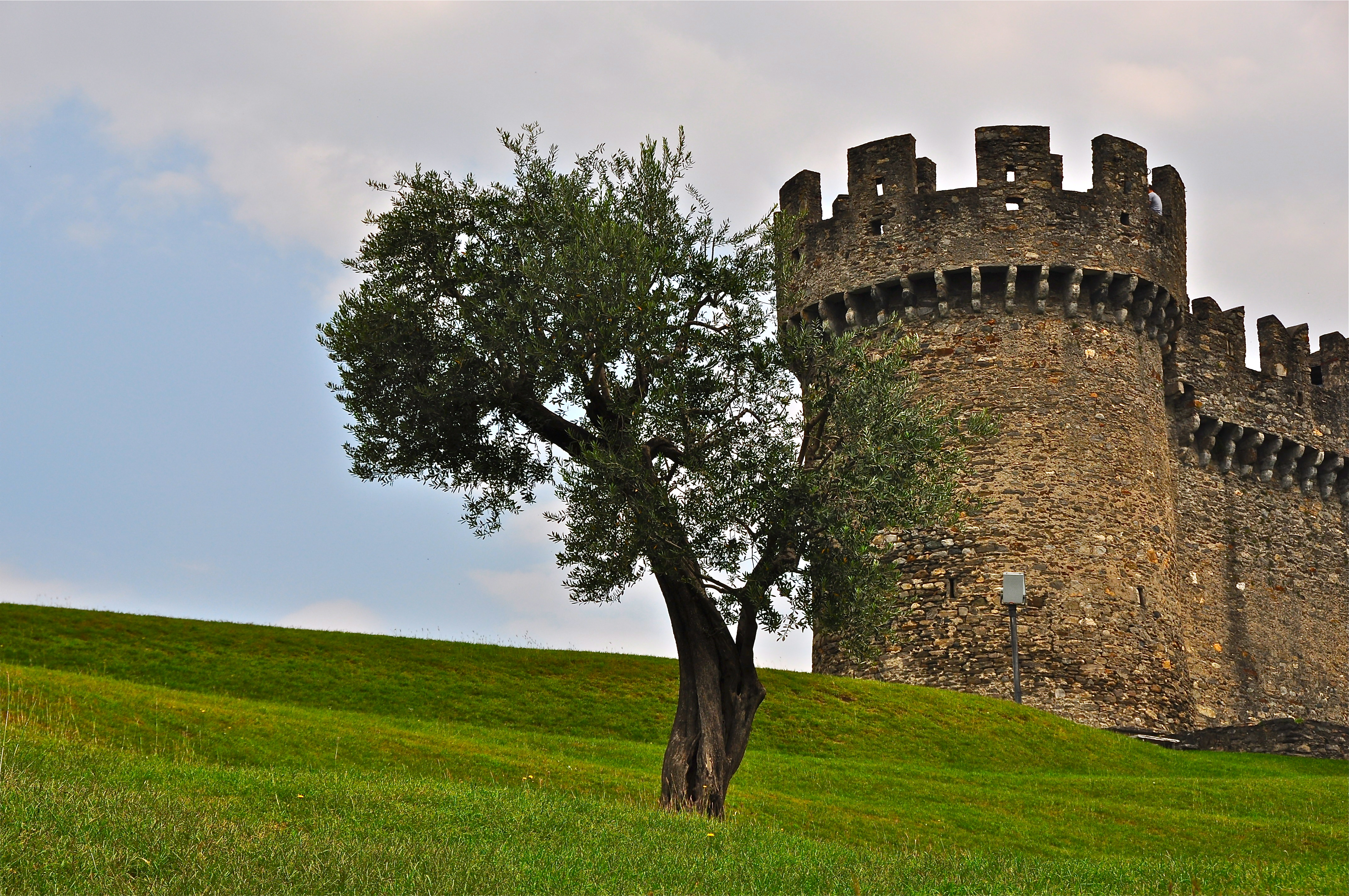
Torre del Castello di Montebello
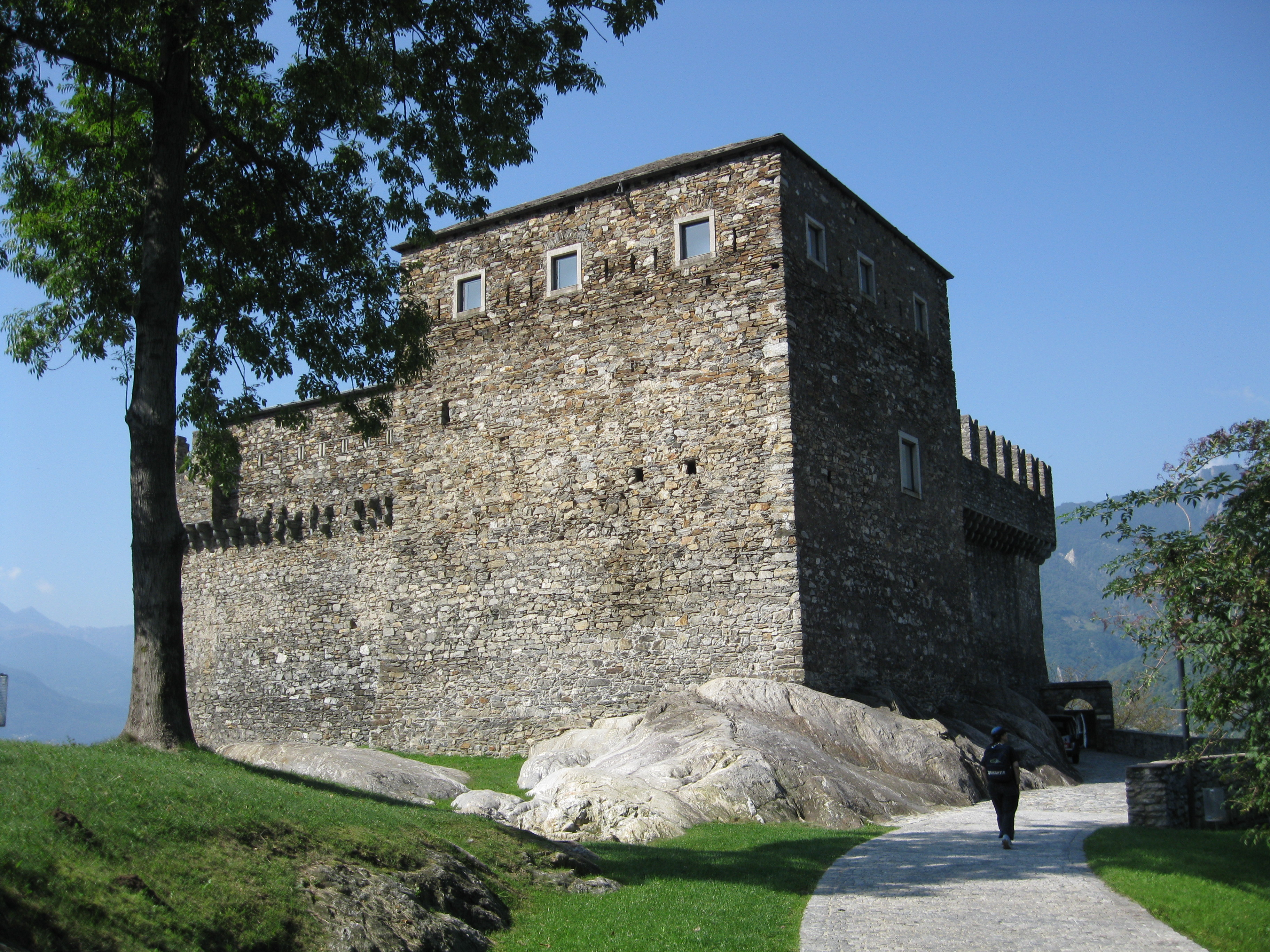
Castello di Sasso Corbaro
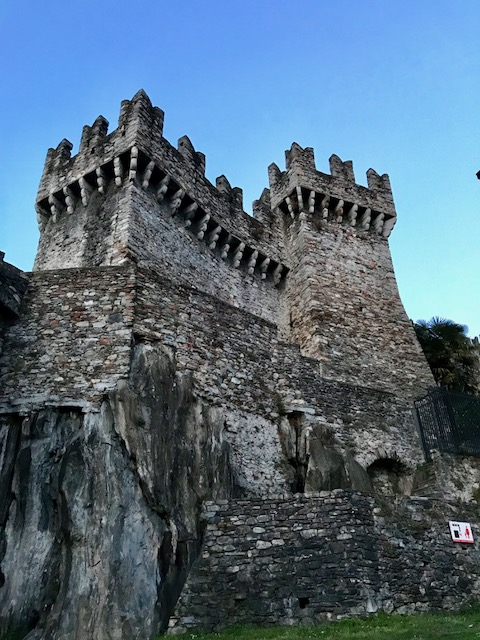
Torretta Cervia
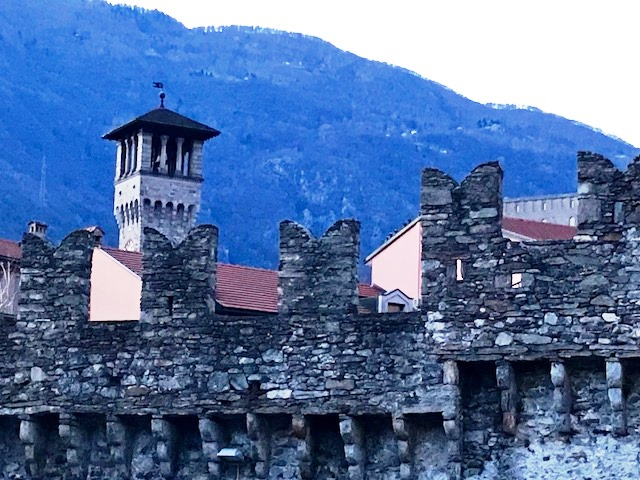
Scorcio della murata e Torre di Palazzo Civico
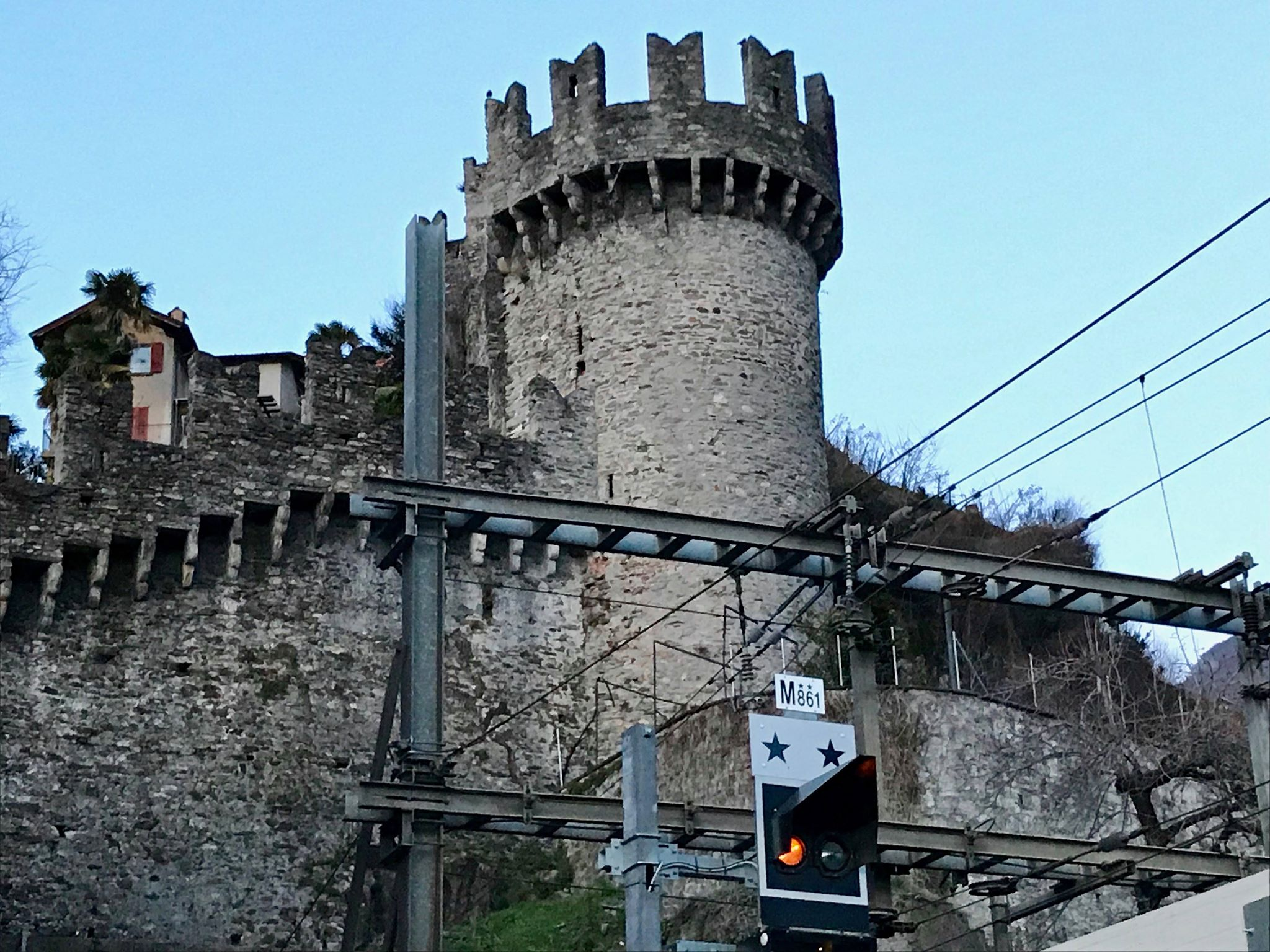
Il futuro attraversa il passato

- I castelli, le mura cittadine[141] e l'imponente murata[64][142], patrimonio mondiale dell'UNESCO
- Il Castello di Montebello, di epoca medievale (ora Museo archeologico)

I suoi nomi precedenti erano "Castello piccolo", "Castello nuovo" e "Castello di mezzo" dal XIV secolo al 1506, poi Castello di Svitto fino al 1818 e infine Castello di San Martino. Il complesso medievale di cui fa parte, che include Castelgrande, Sasso Corbaro e le mura che li collegano, a partire dal 2000 fa parte del patrimonio mondiale dell'umanità dell'UNESCO. Oggi ospita la sezione di Archeologia e Storia delle origini della città del Museo Civico. 
- Il Castello di Sasso Corbaro

situato sui fianchi della sponda sinistra del fiume Ticino, nei pressi di Bellinzona. Con i castelli di Montebello e di Castelgrande e le mura che attraversano in parte la valle è iscritto dal 2000 come patrimonio mondiale dell'umanità dell'UNESCO. Il "Castello di Sasso Corbaro" è anche detto Castello di Cima, Castello di Unterwalden dal 1506, Castello di Santa Barbara dal 1818. 
- Castelgrande

Anche chiamato Castel vecchio, Castello di San Michele o Castello d'Uri. 
L'imponente maniero occupa un promontorio roccioso su una lunghezza di oltre duecento metri in diagonale, con imponenti mura di cinta che dalla rocca si prolungavano in passato fino al fiume Ticino. La parte più antica ancora esistente risale al X secolo. Sul complesso svettano due torrioni, che forse a causa della tonalità leggermente diversa delle pietre che li compongono, prendono il nome di torre bianca e torre nera. 
- I tre castelli assieme alle cinte murarie della città furono dichiarati patrimonio mondiale dell'umanità dell'UNESCO nel 2000.[143]

I musei dei tre castelli ospitano storia locale, arte, archeologia e varie esposizioni temporanee.

### Architettura religiosa

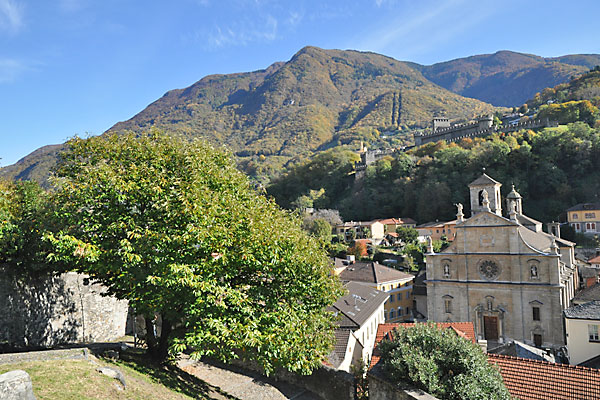
La collegiata dei Santi Pietro e Stefano

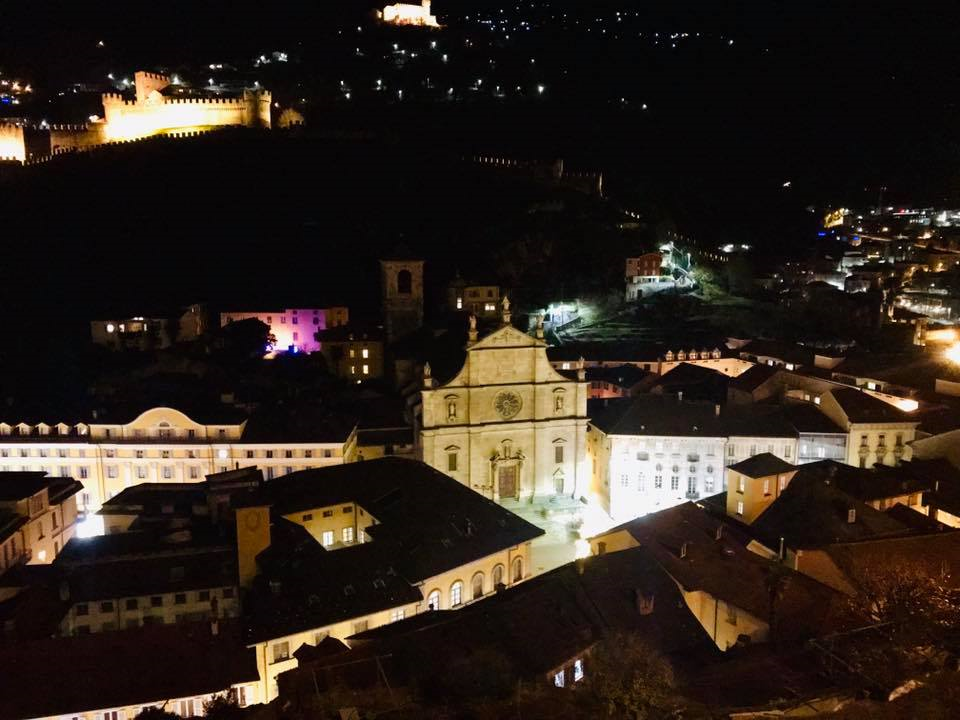
Collegiata Bellinzona

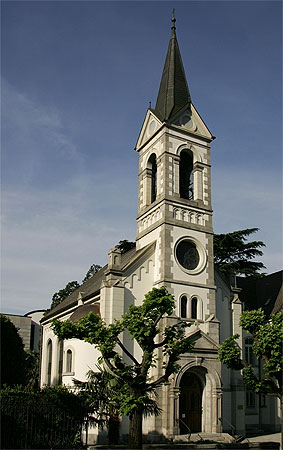
La chiesa evangelica

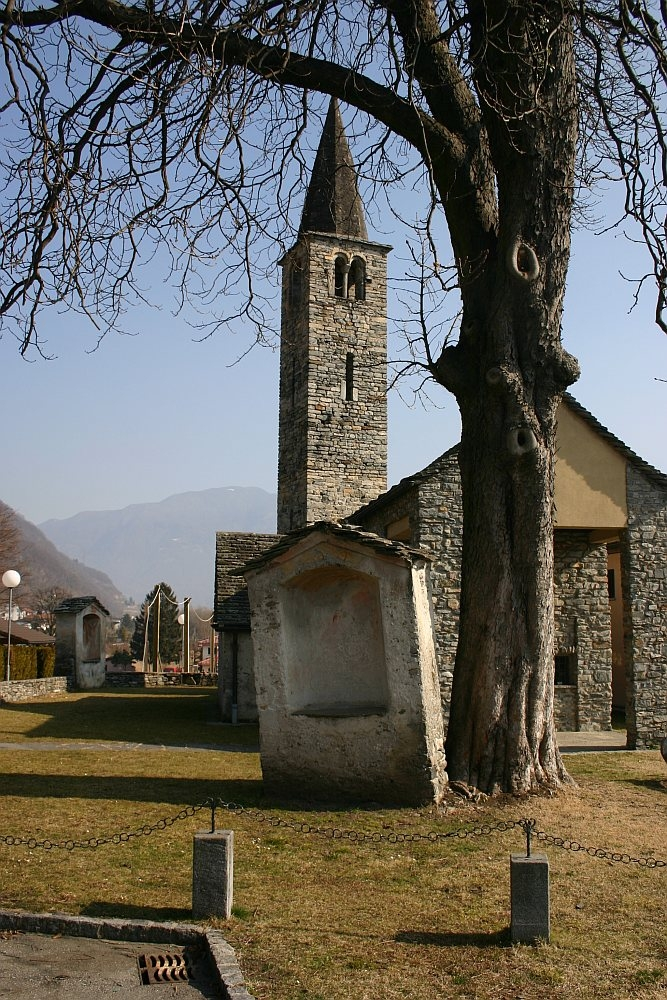
La chiesa di Santa Maria in Gudo

#### Centro storico
Bellinzona è ricca di monumenti sacri e sono molte le chiese degne di nota per la loro importanza storica, artistica ed architettonica oltre che liturgica. Questo avvalora la tesi di una Bellinzona crocevia per i commerci, per le armate dei vari Imperi e Stati, ma anche via di passaggio per gli innumerevoli devoti, pellegrini e crociati in marcia o di ritorno da Roma o dal medio-oriente con le Commende, le Chiese e gli Ordini ecclesiastici a supportare questi pii viaggiatori, che trovavano così ristoro e protezione lungo la via o all'interno delle mura cittadine.
- Chiesa collegiata dei Santi Pietro e Stefano

La Collegiata di Bellinzona, dedicata ai santi Pietro e Stefano, è stata costruita sul sedime ricavato dalla demolizione di una vecchia chiesa dedicata a santo Stefano, inglobando simbolicamente un'altra vecchia chiesa poco distante, probabilmente all'interno di Castelgrande e dedicata a san Pietro. La Collegiata è il monumento sacro più grande e importante della regione.
Il progetto è stato affidato dal Consiglio del Comune nel 1511, quando Bellinzona era già in orbita svizzera, ad un ingegnere di Maroggia, Tommaso Rodari, scultore e architetto del Duomo di Como. I lavori di costruzione iniziati intorno al 1517 terminarono solo nel 1785. L'interno della chiesa è a navata unica con cinque cappelle per lato è dominato dall'altare maggiore, e questi, a sua volta, sul fondo dell'abside dal quadro raffigurante la Crocifissione, opera attribuita a Simone Peterzano. Le cappelle ospitano tele realizzate da artisti quali il Morazzone, Procaccini e Bartolomeo Roverio detto Genovesino. L'altare maggiore, progettato da Giuseppe Baroffio di Varese, è stato realizzato da Francesco e Giacomo Marchese e da Bernardo Giudice di Saltrio, nel periodo 1763-65.
L'organo della Chiesa Collegiata datato 1588 è il secondo più antico della Svizzera e fu costruito dal più famoso dei maestri e organari bresciani, Graziadio Antegnati.
- Oratorio di Santa Marta[152], costruito tra il XVII secolo[139] e il XVIII secolo a fianco della Collegiata[153]
- Chiesa di San Rocco[154], fondata nel 1330
- Chiesa evangelica[155] e l'annessa casa parrocchiale, erette nel 1899 su progetto di Paul Reber
- Chiesa conventuale di Santa Maria delle Grazie
- Convento di San Francesco d'Assisi
- Chiesa conventuale del Sacro Cuore,[156] dal 1986 monumento storico nazionale[139]
- Chiesa dei Santi Pietro martire, Quirico e Giulitta, menzionata già nel 1173
- Chiesa di San Sebastiano, d'origine romanica
- Oratorio di San Girolamo, d'origine medievale e rimaneggiato nei secoli XV-XVI
- Chiesa dei Santi Giovanni Battista ed Evangelista, edificata nel 1762 su progetto di Gaetano Matteo Pisoni
- Chiesa parrocchiale di San Biagio, documentata nel 1237
- Chiesa di Sant'Andrea, del XVI secolo

#### Quartiere di Giubiasco
- Chiesa Santa Maria Assunta
- Madonna degli Angeli[157]

#### Quartiere di Camorino
- Chiesa parrocchiale di San Martino di Tours, del XIII secolo
- Oratorio di Santa Maria Annunziata, in stile barocco, risalente al XVII secolo

#### Quartiere di Gnosca
- Chiesa di San Pietro martire
- Rovine della chiesa di San Giovanni Battista (XII-XIII secolo)[139]

#### Quartiere di Gorduno
- Chiesa dei Santi Rocco e Sebastiano
- Chiesa dei Santi Carpoforo e Maurizio

#### Quartiere di Gudo
- Chiesa di Santa Maria a Progero[158];
- Chiesa parrocchiale di San Lorenzo[159];

#### Quartiere di Monte Carasso
- Chiesa dei Santi Bernardino e Girolamo (XV secolo), annessa a un ex convento di agostiniane[139]
- Chiesa di San Bernardo, contenente affreschi realizzati tra i secoli XV-XVII[139]

#### Quartiere di Sementina
- La chiesa parrocchiale di San Michele

#### Quartiere di Claro
- Chiesa parrocchiale dei Santi Rocco e Sebastiano
- Chiesa cimiteriale di San Lorenzo
- Monastero di Santa Maria Assunta
- Chiesa monastica di Santa Maria Assunta

## Economia
L'industria locale si basa principalmente sull'ingegneria meccanica. La Società Bancaria Ticinese ha sede a Bellinzona come pure la Pizzarotti SA (Svizzera). Tra i principali datori di lavoro vi sono le Ferrovie Federali Svizzere (FFS) e il Cantone con diversi uffici e dipartimenti dislocati in città che ne fanno una realtà basata sul terziario.

## Infrastrutture e trasporti
Bellinzona è un punto di passaggio stradale e ferroviario rilevante a livello regionale ma anche internazionale: infatti da qui si diramano le principali arterie stradali e autostradali sull'asse nord-sud verso i passi alpini del San Gottardo, del Lucomagno, del San Bernardino, della Novena e della galleria stradale del San Gottardo. Il 1º giugno 2016 ha avuto luogo l'inaugurazione della Galleria di base del San Gottardo, la galleria ferroviaria più lunga al mondo. Con il cambio d'orario dell'11 dicembre 2016 è entrata ufficialmente in servizio anche per il traffico viaggiatori. La nuova stazione di Bellinzona, inaugurata sabato 15 ottobre 2016, è pure un progetto nato nell'orbita di AlpTransit ed è la prima stazione a sud delle Alpi per i treni a lunga percorrenza provenienti da nord, rispettivamente l'ultima per i treni provenienti da sud. A partire da dicembre 2017 Bellinzona è pure collegata all'aeroporto di Milano Malpensa attraverso Mendrisio e la nuova tratta ferroviaria Stabio - Varese - Arcisate; da giugno 2019 il collegamento è diretto (senza cambio a Mendrisio), con cadenza oraria ed è così ora possibile raggiungere l'aeroporto internazionale in circa 2 ore. Nel 2020, con l'apertura del tunnel del Ceneri, i collegamenti con il sud del Ticino si sono ulteriormente ridotti e Lugano è raggiungibile in 20 minuti, rispetto ai 35 minuti precedentemente necessari.

## Cultura e informazione

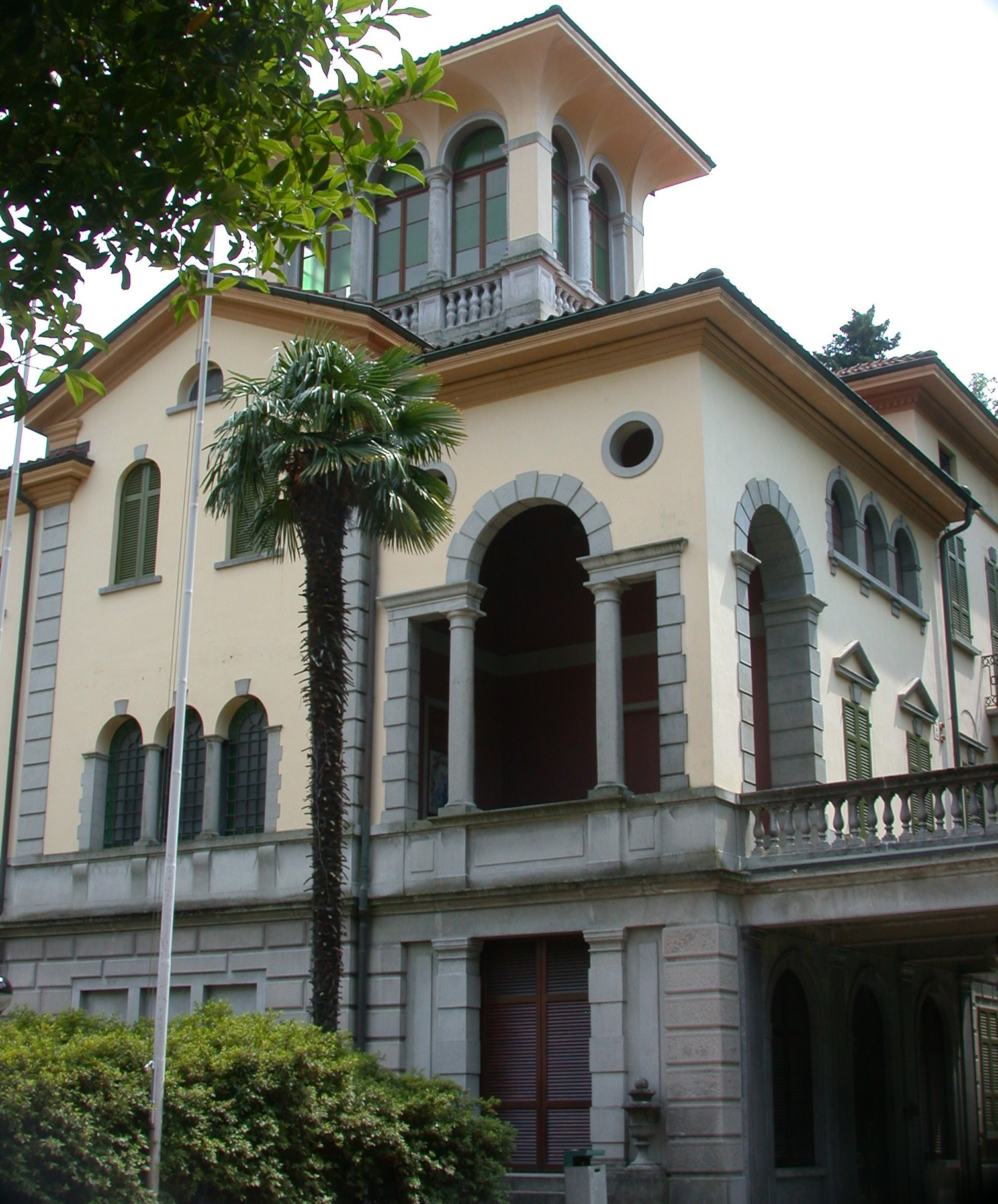
Villa dei Cedri

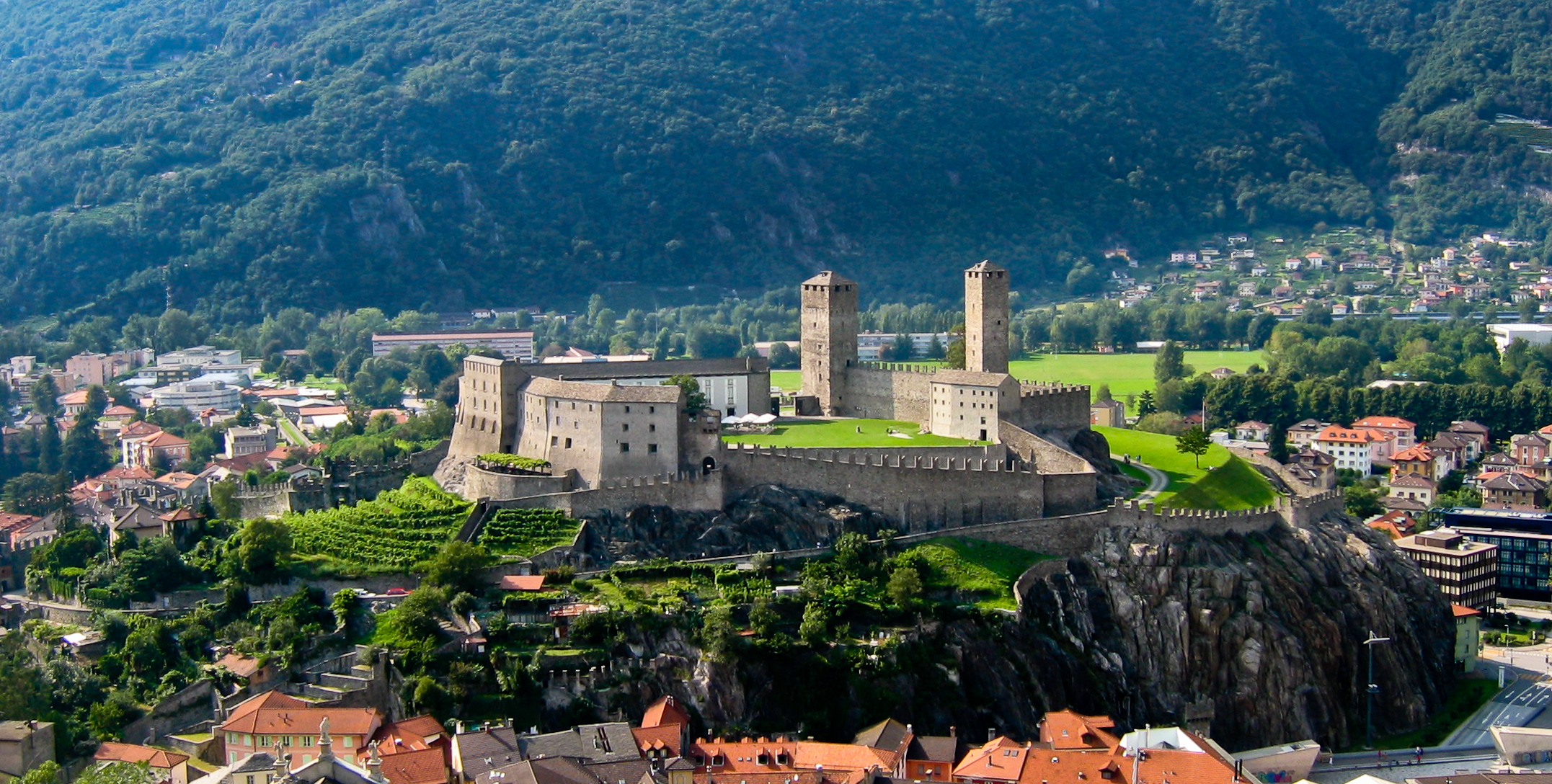
Castelgrande a Bellinzona

I tre castelli di Castelgrande, il Castello di Montebello e il Castello di Sasso Corbaro, con le fortificazioni e la cinta muraria sono stati iscritti nel 2000 nella lista dei patrimoni dell'umanità stilata dall'UNESCO.
La città possiede un Teatro, posto in piazza Governo, edificato nel biennio 1846-1847 su disegno dell'architetto milanese Giacomo Moraglia, uno dei maggiori architetti neoclassici lombardi della prima metà del XIX secolo, e recentemente restaurato. Insieme al Casino Théâtre di La Chaux-de-Fonds è l'unico esempio di teatro in stile neoclassico italiano in Svizzera.

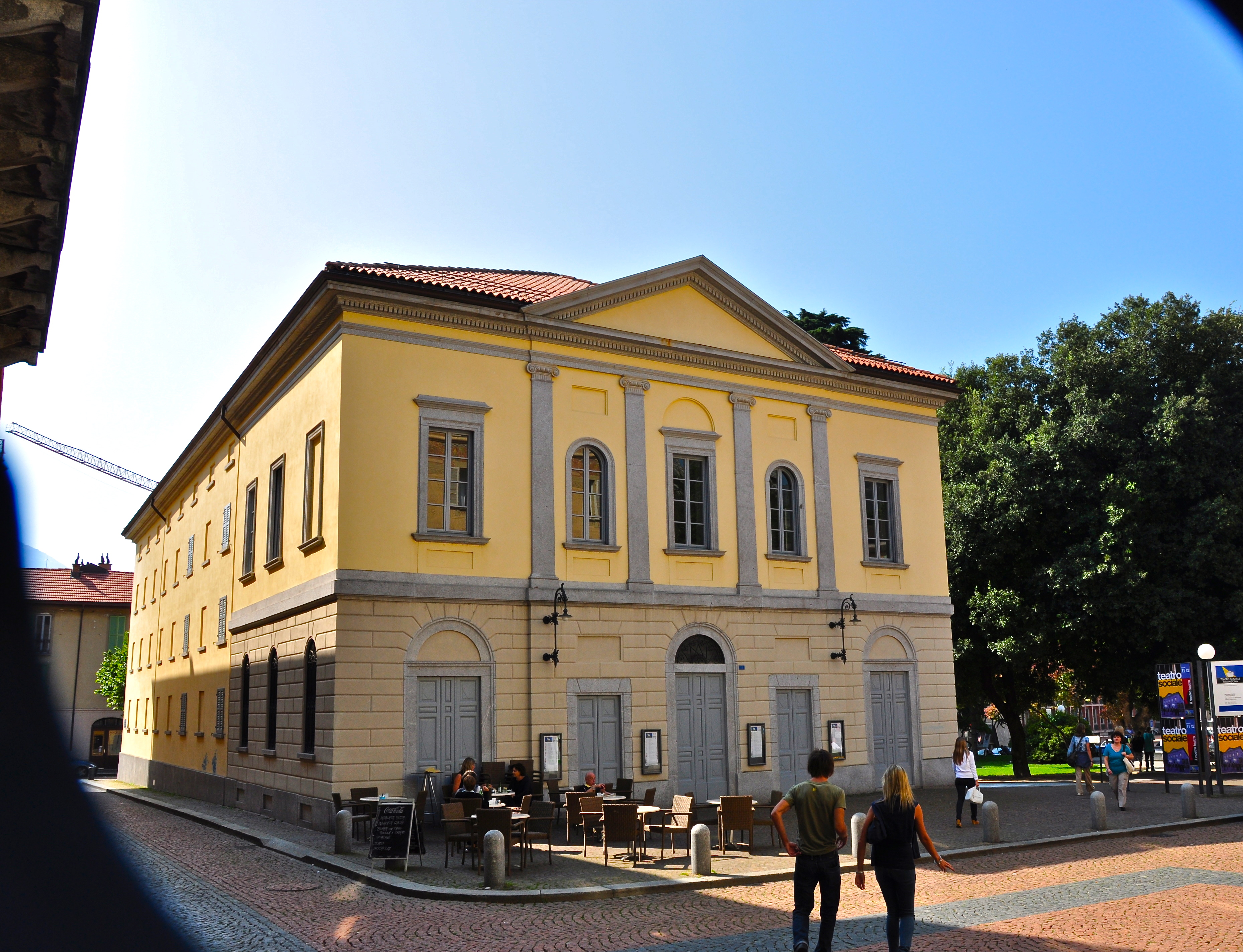
Teatro Sociale

Presso la Villa dei Cedri, in piazza San Biagio nel quartiere di Ravecchia, è presente un Museo di arte moderna con un ampio parco.
Bellinzona è anche rinomata per il suo carnevale, vecchio di oltre 150 anni, chiamato Rabadan. Esso attira ogni anno decine di migliaia di persone da tutto il cantone, dalla Svizzera interna e da oltre confine; la città resta nelle mani del Re per ben sei giorni di festa. La tradizione indica nel 1862 la nascita del carnevale bellinzonese, ma documenti storici e in particolare i famosi disegni e tavolette lignee del soffitto di villa Cervia, risalenti a fine XV secolo, con figure allegoriche e scene carnascialesche di personaggi in maschera e di un mondo invertito, permettono di retrodatare di qualche secolo le origini del carnevale bellinzonese. Il termine Rabadan (dal piemontese "baccano, fracasso", ma anche "uomo mal ridotto") è comparso solo nel 1874. Sempre a Bellinzona, nel 1958, è stata fondata la prima Guggenmusik ticinese: i Ciod Stonaa. Una Guggen è una banda musicale che si esibisce durante il carnevale e i cui musicisti (spesso improvvisati) sono in maschera. Si tratta di una tradizione ripresa dal sud della Germania e dalla Svizzera di lingua tedesca.
A Bellinzona hanno sede alcune scuole superiori quali:
- la Scuola Specializzata Superiore di Tecnica (SSST)
- la Scuola Superiore di Informatica di Gestione (SSIG)[166]
- la Scuola Superiore Alberghiera e del Turismo (SSAT)[167]
- il liceo cantonale[168]
- la Scuola cantonale di commercio
- il Centro professionale commerciale

In città si stampa il quotidiano laRegione Ticino, secondo per diffusione nel Canton Ticino solo al Corriere del Ticino.

### Bellinzona nell'arte

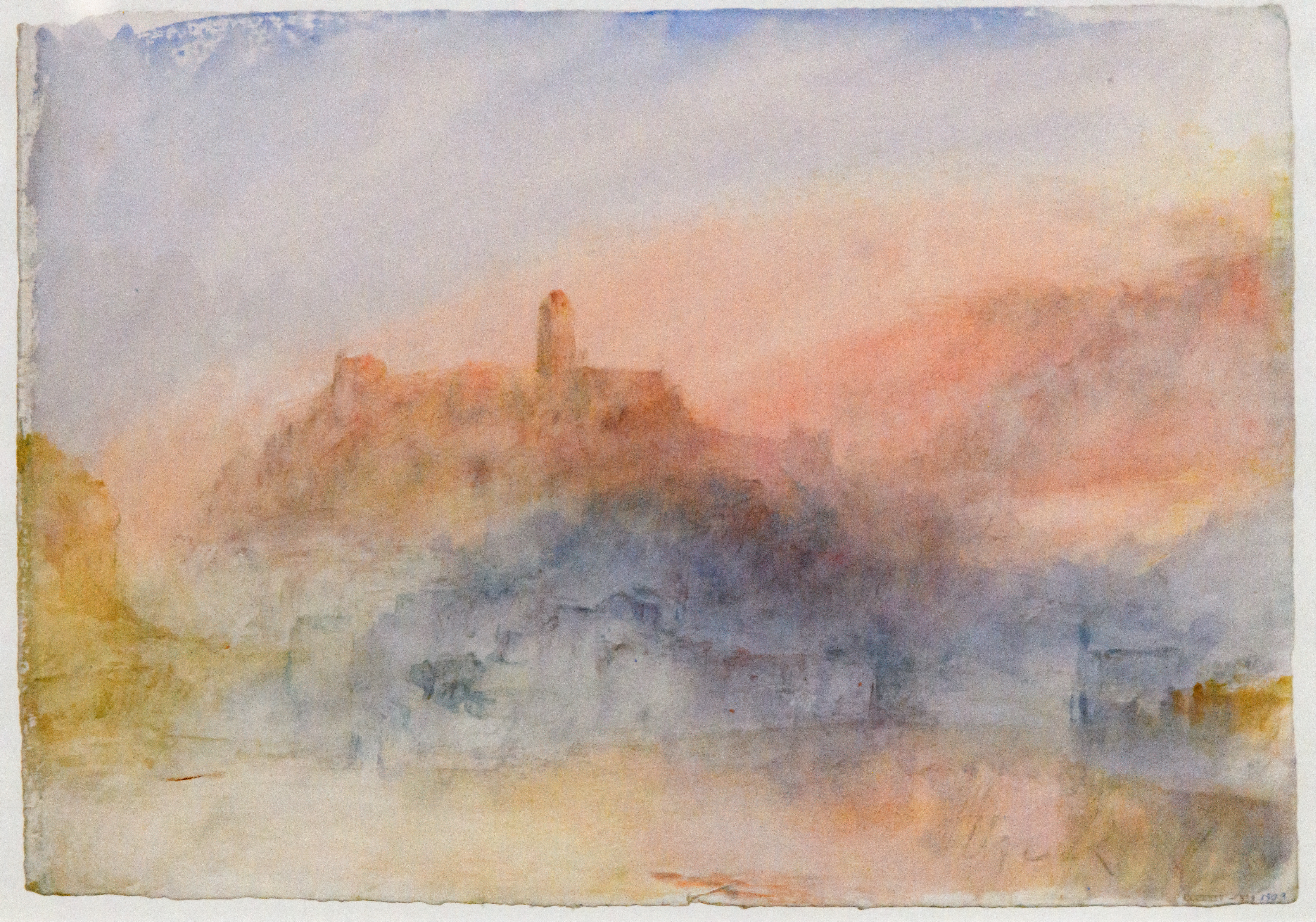
Bellinzona di J. M. W. Turner - 1830.
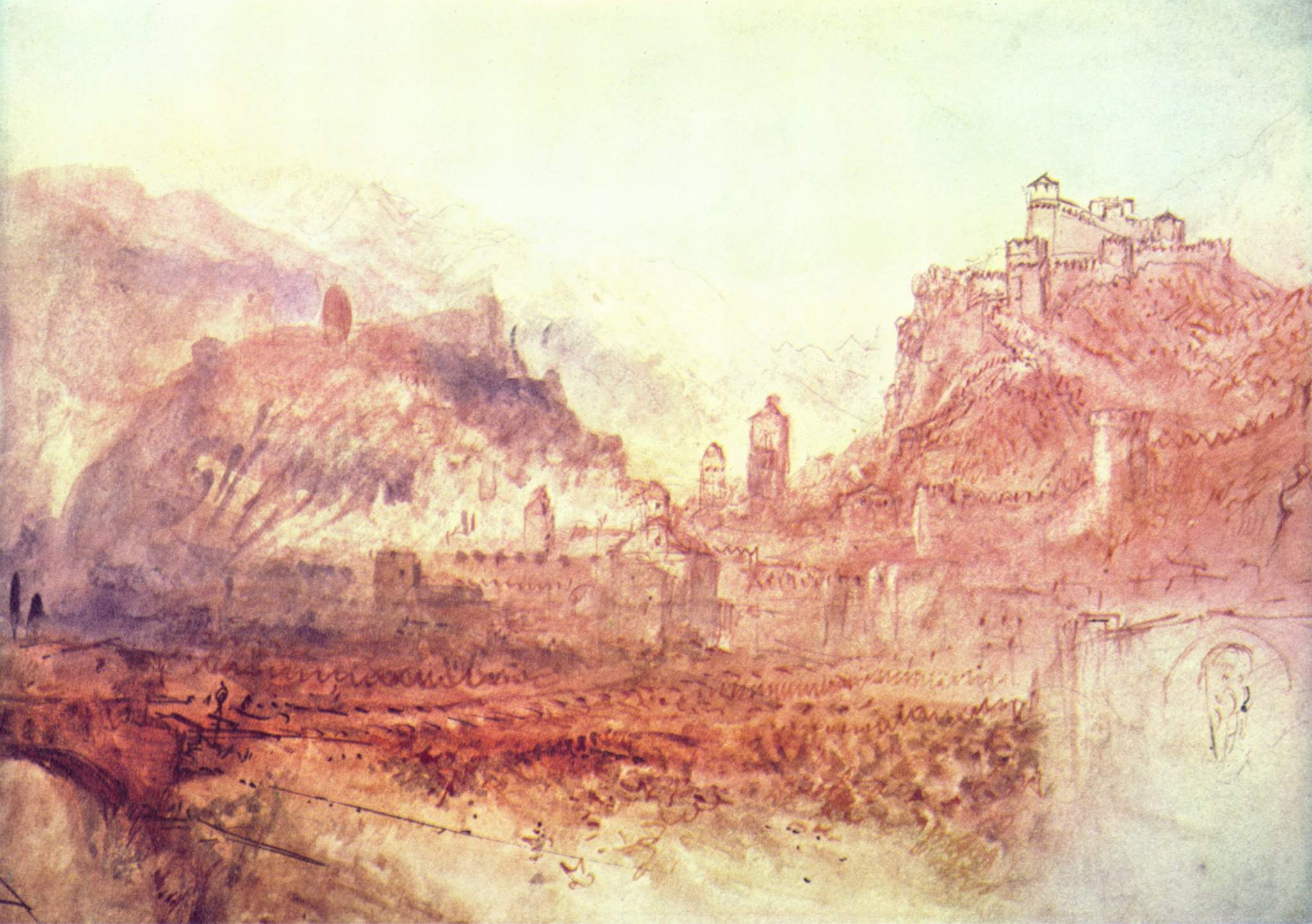
Bellinzona di J. M. W. Turner - 1841.

### Enti e associazioni
- Il Corpo civici pompieri del comune di Bellinzona è il più longevo del Cantone Ticino; è stato fondato nel 1829.
- La Civica filarmonica di Bellinzona[169], fondata nel 1785, è uno dei complessi bandistici più antichi della Svizzera.

### Istituti di ricerca
- L'Istituto di Ricerca in Biomedicina (IRB) è affiliato all'Università della Svizzera italiana di Lugano e ha l'obiettivo di promuovere gli studi in immunologia umana
- L'Istituto Oncologico di Ricerca (IOR) è l'unità di ricerca di base e traslazionale dell'Istituto Oncologico della Svizzera Italiana (IOSI)

### Fiere
- Japan Matsuri[170], Festival giapponese della Svizzera italiana tra tradizione e modernità attraverso la cultura del Sol Levante.

## Amministrazione

### Amministrazione municipale
La Città è diretta da una municipalità composta da sette membri, incluso il Sindaco, con un mandato di 4 anni, che forma l'organo esecutivo. Un consiglio comunale di 50 membri costituisce l'organo rappresentativo. Nel 2017 è nata la "Nuova Bellinzona" con l'aggregazione dei 12 comuni di Camorino, Claro, Giubiasco, Gnosca, Gorduno, Gudo, Moleno, Monte Carasso, Pianezzo, Preonzo, Sant'Antonio e Sementina; questa aggregazione ha avuto delle conseguenze nella organizzazione e gestione del comune.
| Periodo | Periodo | Primo cittadino         | Partito                   | Carica  | Note |
| ------- | ------- | ----------------------- | ------------------------- | ------- | ---- |
| 2004    | 2012    | Brenno Martignoni Polti | Partito Liberale Radicale | Sindaco |      |
| 2012    |         | Mario Branda            | Unità di sinistra         | Sindaco |      |

Sono enti autonomi della città di Bellinzona: l'Azienda Multiservizi Bellinzona, l'Ente Musei, ò'Ente Teatro, l'Ente Sport e l'Ente Carasc.

#### Patriziati
Ogni famiglia originaria del luogo fa parte del cosiddetto comune patriziale ed ha la responsabilità della manutenzione di ogni bene ricadente all'interno dei confini del comune. Sono 14 gli enti patriziali nella città di Bellinzona:
- Patriziato di Bellinzona
- Patriziato di Camorino
- Patriziato di Carasso
- Patriziato di Claro
- Patriziato di Daro. La frazione comunale è sede del locale patriziato[174]. Il patriziato è padrone del rifugio Visnago, raggiungibile da Arbedo, posto a 1180 m s.l.m.[175].
- Patriziato di Gnosca
- Patriziato di Gorduno
- Patriziato di Gudo
- Patriziato di Monte Carasso
- Patriziato di Pianezzo
- Patriziato di Preonzo
- Patriziato di Ravecchia
- Patriziato di S. Antonio
- Patriziato di Sementina

### Amministrazione cantonale
Bellinzona è la capitale della Repubblica e Cantone Ticino e la sede del Consiglio di Stato, del Gran Consiglio (parlamento cantonale) e di numerosi uffici dell'amministrazione cantonale.

### Amministrazione federale
Il Tribunale penale federale, con sede a Bellinzona, è un tribunale di competenza Federale che agisce quale autorità giudiziaria svizzera di seconda istanza in ambito penale. È attivo dal 1º aprile 2004 ed è oggi composto da tre corti: Corte penale, Corte dei reclami penali e Corte d'appello.

### Gemellaggi
Bellinzona è gemellata con le seguenti città:
- Prilly, dal 2003 (Giubiasco)
- Valle di Cadore (Claro)

## Sport
- La squadra di pallavolo femminile milita nella 1ª Lega nazionale
- La squadra di calcio, l'AC Bellinzona, milita nel campionato di Dieci Challange League (seconda serie)
- Squadra di rugby, Rugby Club Ticino[179]
- Squadra di ciclismo, il Velo Club Bellinzona[180]
- La società di nuoto, la Turrita nuoto, milita nel campionato di Serie A svizzero sia con la squadra femminile che con quella maschile[181]
- Società di Ginnastica Federale[182]
- Gruppo Atletico Bellinzona[183]
- La società di hockey su ghiaccio milita nella 1ª Lega Svizzera (Serie C)[184]
- La società di pallacanestro femminile milita nel campionato di serie B nazionale[185]
- Società di tiro con l'arco, ARBE, ARcieri del BEllinzonese[186]
- Società di tennis, il Tennis Club Bellinzona[187]
- Società di unihockey, Ticino Unihockey[188]
- Società di sport twriling, Sport Twirling Bellinzona[189]
- Società di judo; Judo Budo Club Bellinzona[190]